# جامعة هارفارد
جامعة هارفارد أو هرفرد (بالإنجليزية: Harvard University) هي جامعة أبحاث خاصة تقع في مدينة كامبريدج في ولاية ماساتشوستس في الولايات المتحدة الأمريكية. تأسست في عام 1636 باسم (كلية هارفارد) وسُمِّيت على اسم المتبرع الأول لها وهو رجل الدين البروتستانتي جون هارفارد، وهي أقدم مؤسسة للتعليم العالي في الولايات المتحدة ومن بين أكثر المؤسسات شهرة في العالم.
تمت الموافقة على إنشاء جامعة هارفارد من قبل محكمة ماساتشوستس العامة في ولاية ماساتشوستس، وعللت ذلك قائلة: (مخافة أن يصبح خدام الكنائس أميين، عندما يصبح الخدام الحاليين تحت التراب) أي خوفًا من ظهور رجال دين غير متعلمين في الكنائس. وعلى الرغم من عدم ربطها رسميًا بطائفة معينة، قدمت كلية هارفارد في سنواتها الأولى التعليم لرجال الدين في المقام الأول.
طوال القرن الثامن عشر، تحول كل من مناهجها الدراسية وهيئة الطلاب تدريجيًا نحو العلمنة. بحلول القرن التاسع عشر، برزت جامعة هارفارد باعتبارها المؤسسة الأكاديمية والثقافية الأبرز بين نخبة بوسطن. بعد الحرب الأهلية الأمريكية وخلال فترة ولاية الرئيس تشارلز ويليام ألين الطويلة (1869-1909) توسعت الكلية بإنشاء العديد من المدارس المهنية التابعة لها، وتطورت إلى جامعة بحثية حديثة. في عام 1900، شاركت جامعة هارفارد في تأسيس رابطة الجامعات الأمريكية، وخلال فترة الكساد الكبير والحرب العالمية الثانية تولى جيمس كونانت رئاسة الجامعة وغير سياسات القبول الخاصة بالجامعة وجعلها أكثر انفتاحًا و مرونة.
تتكون الجامعة من عشر كليات أكاديمية بالإضافة إلى معهد رادكليف للدراسات المتقدمة. تقدم كلية الآداب والعلوم خيارات الدراسة لمجموعة واسعة من التخصصات الأكاديمية للطلاب الجامعيين والخريجين، بينما تقدم الكليات الأخرى شهادات الدراسات العليا فقط والتي معظمها شهادة (أول درجة مهنية).
يتبع لجامعة هارفارد ثلاثة حُرُم جامعية رئيسية: حرم كامبريدج الذي تبلغ مساحته 209 فدان (85 هكتارًا) ومركزه هارفارد يارد وحرم جامعي مجاور مباشرة يقع في حي ألستون في بوسطن ويمكن الوصول إليه عبر جسر فوق نهر تشارلز، والحرم الطبي الواقع في منطقة لونغوود الطبية في بوسطن.
تقدر قيمة المنح التي تقدمها جامعة هارفارد بـ 41,9 مليار دولار مما يجعلها أكبر المنح المقدمة من مؤسسة أكاديمية. تساعد هذه المنح في تمكين الكلية الجامعية من قبول الطلاب بغض النظر عن الوضع المادي لهم (القبول الأعمى) وتقديم مساعدة مالية سخية بدون قروض. مكتبة هارفارد هي أكبر نظام للمكتبات الأكاديمية في العالم، وتضم 79 مكتبة فردية تحتوي على حوالي 20.4 مليون كتاب.
تضم جامعة هارفارد أكبر عدد من الخريجين وأعضاء هيئة التدريس والباحثين الذين فازوا بجوائز نوبل (161 شخص) وميدالية فيلدز (18 شخص) أكثر من أي جامعة أخرى في العالم والعديد من خريجي الجامعة أصبحوا أعضاءً في الكونغرس الأمريكي، وأعضاء في جائزة برنامج خريجي مارك آرثر، وبرنامج منحة رودس (375 شخص) وهي جائزة دولية للدراسات العليا للطلاب للدراسة في جامعة أكسفورد ومنحة مارشال (255 شخص) أكثر من أي جامعة أخرى في الولايات المتحدة. من بين خريجي الجامعة هناك ثمانية رؤساء أمريكيين و188 مليارديرًا على قيد الحياة أي أكثر من أي جامعة أخرى. أربعة عشر شخص من الحائزين على جائزة تورينج كانوا من المؤسسات التابعة لجامعة هارفارد. كما فاز الطلاب والخريجين من جامعة هارفرد بـ 10 جوائز أوسكار و48 جائزة بوليتزر و110 ميدالية أولمبية (منها 46 ذهبية) وأسسوا العديد من الشركات البارزة على مستوى العالم في الولايات المتحدة وخارجها.

## تاريخ

### عهد الاستعمار
تأسست هارفارد عام 1636 بعد أن صوتت المحكمة الكبرى العامة لمستعمرة خليج ماساتشوستس لصالح إنشاءها. وفي عام 1638 استحوذت على أول صحيفة مطبوعة في أمريكا الشمالية البريطانية، وفي عام 1639 أطلق عليها اسم (كلية هارفارد) نسبة إلى رجل الدين المتوفى جون هارفارد وهو أحد خريجي جامعة كامبريدج وكان قد تبرع للمدرسة بـ 779 جنيهًا إسترلينيًا بالإضافة لمكتبته المكونة من 400 مجلد. في عام 1650 تمت الموافقة على ميثاق تأسيس (مؤسسة هارفارد) هو أحد المجلسين الإداريين للجامعة.
بحسب المنشور الصادر عام 1643 كان الغرض من إنشاء المدرسة هو: (تطوير التعليم وإدامته للأجيال القادمة، خوفًا من أن يصبح خدام الكنائس في المستقبل أميين عندما يصبح الخدام الحاليون تحت التراب)، دربت الجامعة العديد من القساوسة البيوريتانيين في سنواتها الأولى، وقدمت منهجًا كلاسيكيًا يعتمد على نموذج الجامعة الإنجليزية، كان العديد من القادة في المستعمرة قد التحقوا بجامعة كامبريدج لكنهم ظلوا ملتزمين بالتعاليم البيوريتانية. لم ترتبط هارفارد رسميًا بأي طائفة أو تدعم طائفة معينة، ومع ذلك فالعديد من خريجيها الأوائل أصبحوا لاحقًا رجال دين في كنائس الأبرشانيون والكنائس التوحيدية.
شغل إنكريس ميذر (أحد القساوسة البيوريتانيين) منصب الرئيس من عام 1681 إلى عام 1701. وفي عام 1708؛ أصبح جون ليفريت أول رئيس للكلية ليس له خلفية دينية (ليس رجل دين)، مما يشير إلى تحول الكلية بعيدًا عن تعاليم البيوريتانية والتوجه نحو الاستقلال الفكري والعلمانية.

### القرن التاسع عشر
انتشرت أفكار عصر التنوير بين الوزراء الأبرشانيين في القرن التاسع عشر، مما جعل هؤلاء الوزراء وطوائفهم في حالة توتر مع الأحزاب الكالفينية الأكثر تقليدية.
بعد وفاة ديفيد تابان في عام 1803 الذي شغل أحد المناصب اللاهوتية في الجامعة ووفاة الرئيس جوزيف ويلارد بعد ذلك بعام، اندلع صراع بين الوزراء الأبرشانيين والأحزاب الكالفينية على من سيحل محلهم. في عام 1805 انتخب هنري وير في المنصب اللاهوتي الذي شغله سلفه ديفيد تابان، وعين الليبرالي صمويل ويبر كرئيس للجامعة بعد ذلك بعامين، مما يشير إلى تحول جامعة هارفارد من هيمنة الأفكار التقليدية إلى هيمنة الأفكار الليبرالية الأرمينيانية.
ألغى تشارلز ويليام ألين (رئيس الجامعة من 1869–1909) المواضيع المتعلقة بالديانة المسيحية من المناهج الدراسية مما سمح للطلاب بتحديد المواضيع التي يرغبون بدراستها بأنفسهم. وعلى الرغم من أن ألين كان لاعباً أساسياً في علمنة التعليم العالي الأمريكي، إلا أنه كان مدفوعاً بأفكار التوحيديين المتعاليين الذين تأثروا بـ وليام إليري تشانينج ورالف والدو إمرسون، وليس لرغبته الخاصة في علمنة التعليم.
بدأت برامج دراسة اللغتين الفرنسية والإسبانية في عام 1816 وكان جورج تيكنور الأستاذ الأول لهذه البرامج.

### القرن العشرين
كان معظم طلاب الجامعة في العقود الأولى من القرن العشرين في الغالب من البروتستانت الذين ينتمون لعائلات ثرية ولها نفوذ، وخاصة من الكنيسة الأسقفية البروتستانتية والأبرشانيون والمشيخية. في عام 1923 رفض الرئيس أ. لورانس لويل اقتراحًا بأن يقتصر عدد اليهود على 15% من الطلاب الجامعيين، لكن لويل أيضًا منع الطلبة السود من السكن في مهاجع الطلاب الجدد.
أعاد الرئيس جيمس كونانت تنشيط المنح الدراسية الإبداعية لضمان تفوق جامعة هارفارد على باقي المؤسسات البحثية. كان كونانت يرغب أن يكون التعليم العالي وسيلة لإتاحة الفرصة للموهوبين وليس تعليمًا خاصا بالأثرياء فقط، لذلك ابتكر برامج لاختيار الشباب المتميزين وتعليمهم ودعمهم. في عام 1943 طلب كونانت من أعضاء هيئة التدريس تقديم تقرير نهائي حول ما يجب أن يكون عليه طبيعة التعليم العام في المرحلة الثانوية وكذلك على مستوى الكلية عمومًا، كان نتائج التقرير الذي نُشر عام 1945 أحد أكثر المعلومات تأثيرًا في التعليم الأمريكي في القرن العشرين.
بين عامي 1945 و1960، فُتح باب القبول لجلب مجموعة أكثر تنوعًا من الطلاب. تخلت الجامعة عن سياسة قبول الطلاب من مدارس إعدادية مختارة في نيو إنجلاند فقط كما كان سابقًا في الغالب، وأصبحت متاحة لطلاب الطبقة المتوسطة الذين بذلوا جهدهم للالتحاق بالجامعة من المدارس العامة، قَبلت الجامعة أعداد أكبر من اليهود والكاثوليك والقليل من السود أو الأسبان أو الآسيويين. في السنوات الأخيرة من القرن العشرين أصبحت جامعة هارفارد أكثر تنوعًا.
بدأت كليات الدراسات العليا بجامعة هارفارد بقبول أعداد صغيرة من النساء في أواخر القرن التاسع عشر. خلال الحرب العالمية الثانية، بدأت الطالبات في كلية رادكليف (التي كانت منذ عام 1879 تدفع المال لأساتذة هارفارد ليكرروا محاضراتهم للنساء) في حضور الدروس جنبًا إلى جنب مع الطلاب. قُبل النساء لأول مرة في كلية الطب في عام 1945. منذ عام 1971 سيطرت جامعة هارفارد بشكل أساسي على جميع جوانب القبول في المرحلة الجامعية والتعليم والإسكان في كلية رادكليف. في عام 1999 دمجت كلية رادكليف رسميًا في جامعة هارفارد.

### القرن الحادي والعشرين
في 1 يوليو 2007؛ أصبحت دريو جلبن فوست العميد السابق لـ معهد رادكليف للدراسات المتقدمة أول امرأة ترأس جامعة هارفارد. وخلفها لورانس باكو في 1 يوليو 2018. وفي 2 يناير 2024 استقالت رئيسة جامعة هارفارد "كلودين غاي" من منصبها بعدما تعرضت لهجوم شرس بسبب شهادتها في الكونغرس حول معاداة السامية خلال احتجاجات داعمة لغزة في الحرم الجامعي، فضلاً عن اتهامات بالسرقة الأدبية.

## الحرم الجامعي

### حرم كامبريدج

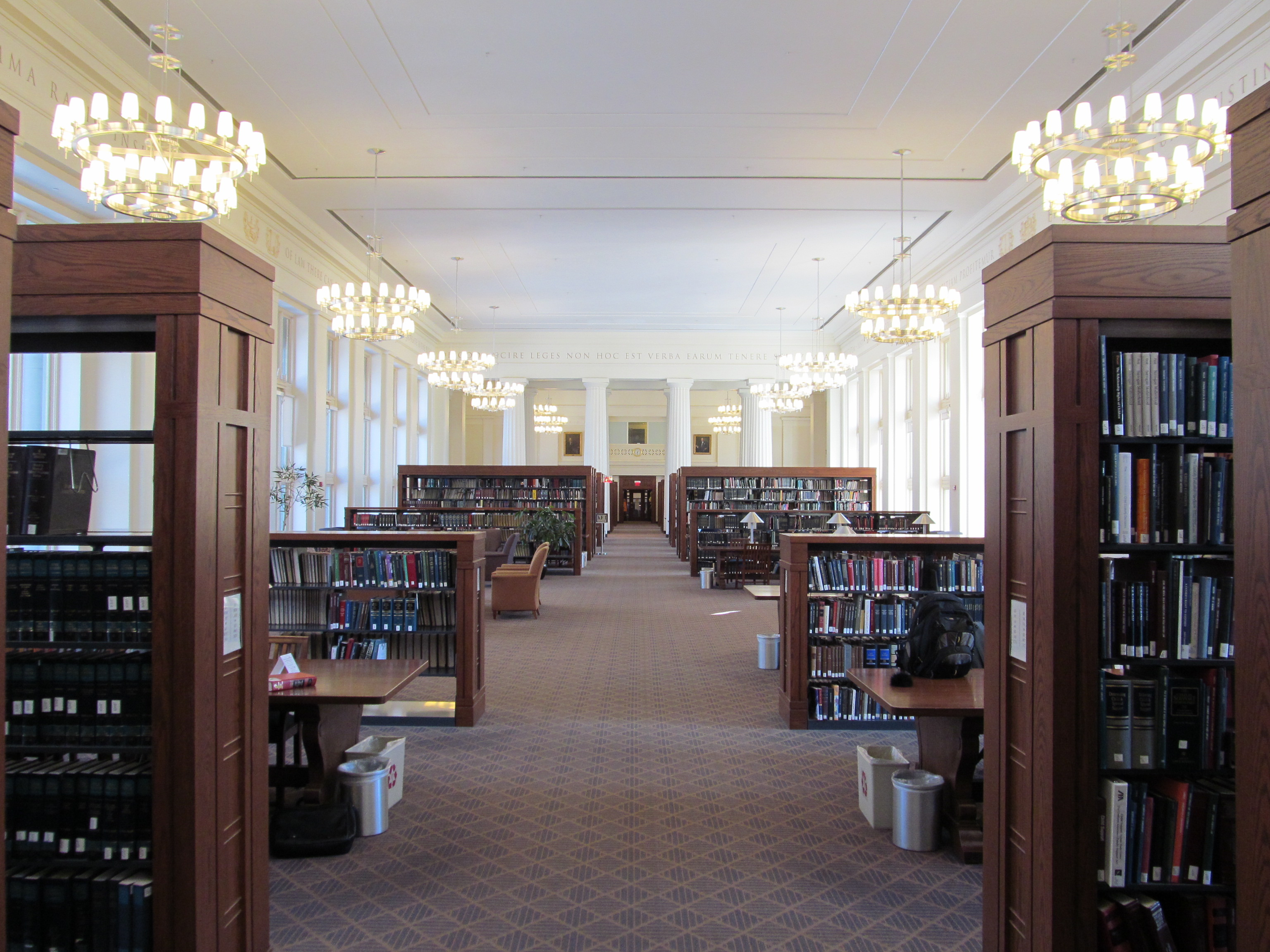
غرفة القراءة في إحدى مكتبات الجامعة (قاعة لانجديل)، في مدينة كامبريدج، ماساتشوستس.

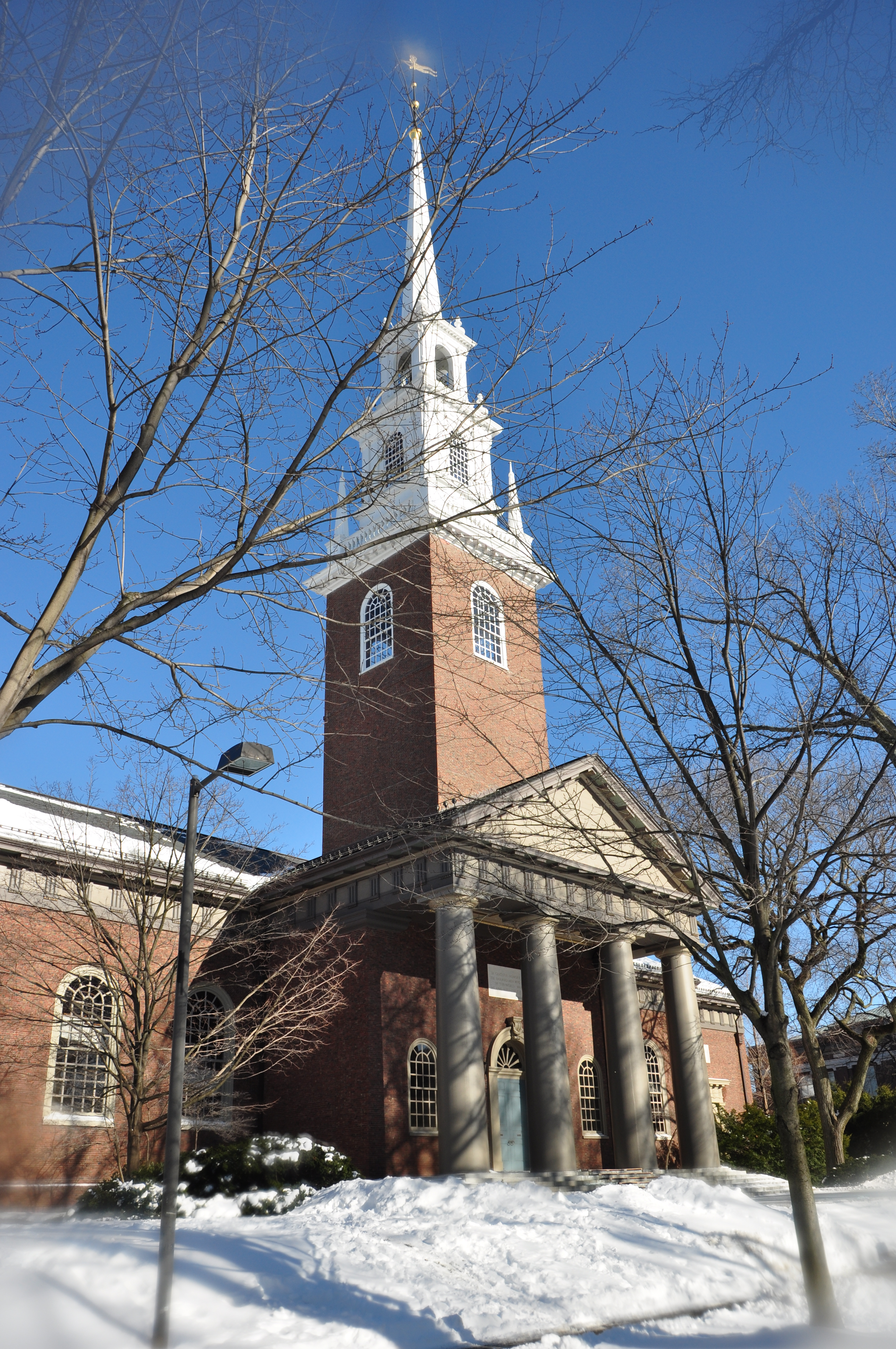
الكنيسة التذكارية. في جامعة هارفارد.

يقع حرم كامبريدج وهو الحرم الرئيسي لجامعة هارفارد على مساحة 209 فدان (85 هكتارًا) في الساحة المعروفة باسم هارفارد يارد (فناء هارفارد) في مدينة كامبريدج على بعد حوالي 3 أميال (5 كم) شمال غرب مدينة بوسطن، يمتد الحرم إلى ميدان هارفارد (هارفارد سكوير) المجاور. يحتوي حرم كامبريدج على مكاتب إدارية مثل قاعة الجامعة وقاعة ماساتشوستس وبعض المكتبات مثل مكتبة ويدينر، مكتبة بيوسي، مكتبة هوتون، مكتبة لامونت، بالإضافة إلى الكنيسة التذكارية.
يضم (فناء هارفارد) والمناطق المجاورة المباني الأكاديمية الرئيسية لكلية الآداب والعلوم، بما في ذلك الكليات مثل: قاعة سيفير وقاعة هارفارد.
يقع السكن الجامعي للطلاب الجدد في الفناء أو في مكان قريب. يعيش الطلاب الجامعيين من السنة الأولى وحتى ما قبل التخرج في اثني عشر منزلًا سكنيًا، تقع تسعة منها جنوب الفناء على طول نهر تشارلز أو بالقرب منه، أما المباني السكنية الثلاثة الأخرى فتقع على بعد نصف ميل شمال غرب الفناء في المبنى المسمى (مبنى رادكيلف رباعي الأضلاع) والذي كان يستخدم سابقا كسكن لطلاب كلية رادكليف. كل منزل سكني عبارة عن مجتمع مصغَّر فيه طلاب جامعيين وعمداء هيئة تدريس ومعلمين مقيمين، بالإضافة إلى قاعة طعام ومكتبة ومساحات ترفيهية.
يضم حرم كامبريدج أيضًا كلية هارفارد للحقوق، كلية اللاهوت، كلية الهندسة والعلوم التطبيقية، كلية التصميم (الهندسة المعمارية)، كلية التعليم، كلية كينيدي (السياسة العامة)، والمدارس الملحقة بجامعة هارفارد والتي تقدم التعليم الإضافي، بالإضافة إلى معهد رادكليف للدراسات المتقدمة، كما تمتلك جامعة هارفارد عقارات تجارية في مدينة كامبريدج.

### حرم ألستون
تقع كلية هارفارد للأعمال ومختبرات هارفارد للابتكار والعديد من المرافق الرياضية بما في ذلك ملعب هارفارد في حرم جامعي تبلغ مساحته 358 فدانًا (145 هكتارًا) في حي ألستون وهو أحد أحياء مدينة بوسطن، ويمكن الوصول إلى هذا الحرم مباشرةً من حرم كامبريدج الجامعي عبر جسر جون دبليو ويكس وهو جسر للمشاة فوق نهر تشارلز يربط الحرمين الجامعيين ببعضهما البعض.
تتوسع الجامعة بشكل نشط في حرم ألستون، حيث تمتلك الآن مساحة أكبر من الأراضي مقارنة بتلك التي في حرم كامبريدج. تتضمن الخطط المستقبلية القيام بإنشاءات وتجديدات لكلية إدارة الأعمال، وفندق، ومركز مؤتمرات، وسكن طلاب الدراسات العليا، واستاد هارفارد، ومرافق ألعاب رياضية أخرى.
في عام 2021؛ وُضعت خطط لتوسعة كلية هارفارد جون أ.بولسون للهندسة والعلوم التطبيقية لتصبح مجمعًا جديدًا للعلوم والهندسة في ألستون بمساحة تزيد عن 500000 قدم مربع، سيكون الموقع الجديد لهذا المجمع بالقرب من الحرم الخاص بالأبحاث وكلية إدارة الأعمال ومختبرات هارفارد للابتكار، ويهدف إلى تشجيع الشركات الناشئة التي تركز على التكنولوجيا وعلوم الحياة ودعمها بالإضافة إلى التعاون مع الشركات القائمة.

### حرم لونغوود

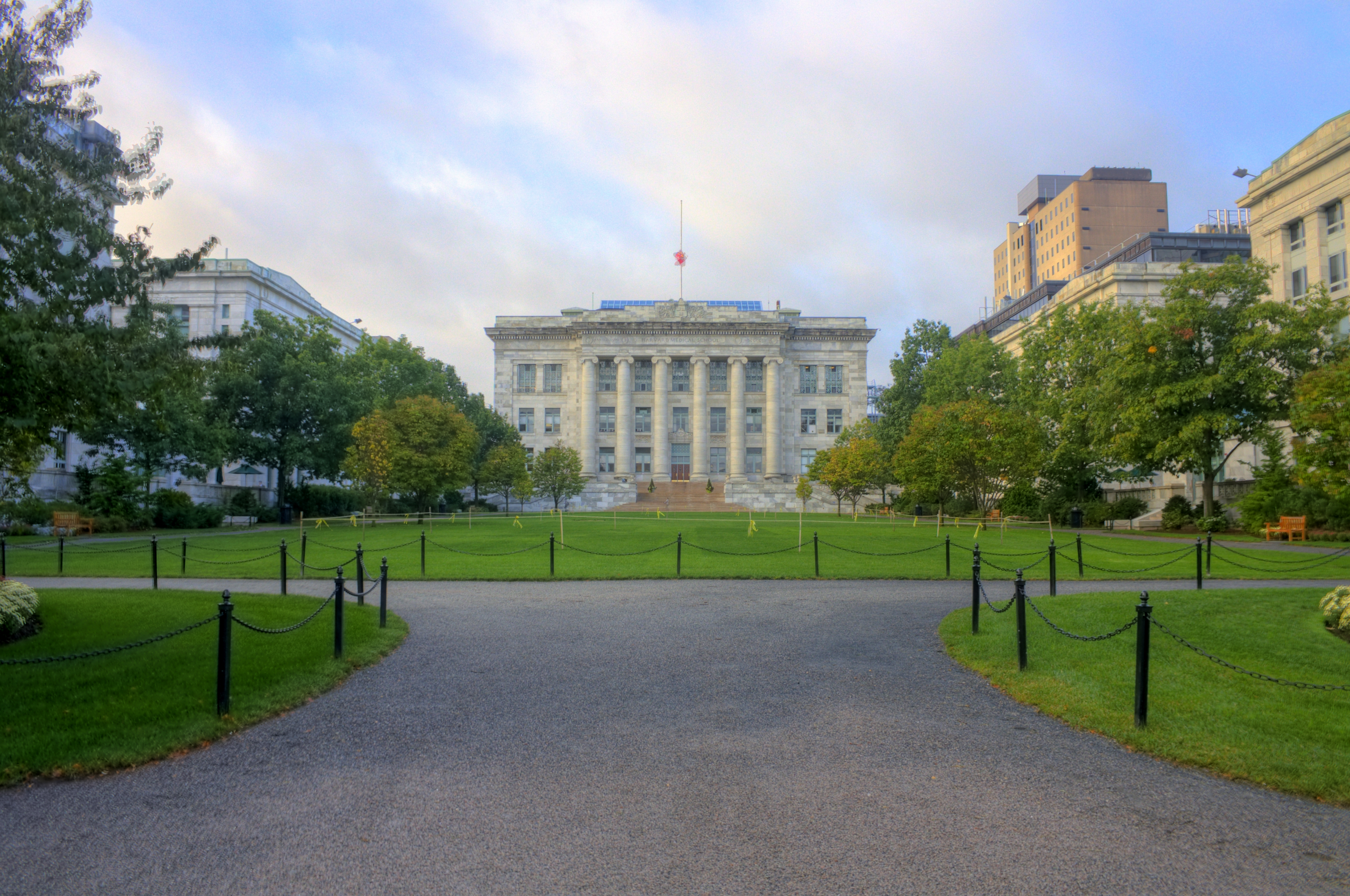
مدرسة طب هارفارد

تقع كليات الطب وطب الأسنان والصحة العامة في حرم جامعي بمساحة 21 فدانًا (8.5 هكتار) في منطقة لونغوود الطبية والأكاديمية في بوسطن، على بعد حوالي 3.3 أميال (5.3 كم) جنوب حرم كامبريدج الجامعي. توجد أيضًا العديد من المستشفيات والمعاهد البحثية التابعة لجامعة هارفارد في لونغوود، بما في ذلك مركز بيث إسرائيل ديكونيس الطبي، ومستشفى بوسطن للأطفال، ومستشفى بريغهام والنساء، ومعهد دانا فاربر للسرطان، ومركز جوسلين للسكري، ومعهد ويس للهندسة المستوحاة بيولوجيًا. تنتشر الشركات التابعة الإضافية وعلى الأخص مستشفى ماساتشوستس العام في جميع أنحاء منطقة بوسطن الكبرى.

### أخرى
تمتلك جامعة هارفارد أيضًا (دومبارتون أوكس) هو عقار تاريخي مخصص للأبحاث يقع في حي جورج تاون بواشنطن العاصمة، كما تمتلك غابة هارفارد في بيترشام في ماساتشوستس، ومحطة كونكورد الميدانية في إستابروك وودز في كونكورد في ماساتشوستس، ومركز أبحاث فيلا آي تاتي في فلورنسا في إيطاليا، ومركز هارفارد شنغهاي في شنغهاي في الصين، ومشتل أرنولد في حي جامايكا بلين في بوسطن.

## التنظيم

### الإدارة
يدير جامعة هارفارد بالاشتراك مجلسين الأول يسمى مجلس المشرفين والآخر يسمى مجلس رئيس وزملاء كلية هارفارد (يُعرف أيضًا باسم مؤسسة هارفارد) والذي يعين بدوره رئيس جامعة هارفارد. هناك ما يقارب من 16000 من أعضاء هيئة التدريس والموظفين، منهم 2400 أستاذ ومحاضر ومعلم.
تعتبر كلية الآداب والعلوم أكبر هيئة تدريس بجامعة هارفارد وتتولى المسؤولية الأساسية عن التدريس في كلية هارفارد، وكلية الدراسات العليا في الآداب والعلوم، وكلية الهندسة والعلوم التطبيقية، وقسم التعليم المستمر الذي يشمل على مدرسة هارفارد الصيفية ومدرسة هارفارد للتعليم الإضافي. هناك تسع كليات أخرى للخريجين والمهنيين بالإضافة إلى معهد رادكليف للدراسات المتقدمة.
وهناك برامج مشتركة بين جامعة هارفارد ومعهد ماساتشوستس للتكنولوجيا مثل برنامج هارفارد- ماساتشوستس للعلوم الصحية والتكنولوجيا، ومعهد برود، ومرصد التعقيد الاقتصادي، وموقع الويب إيديكس.

## الشؤون الأكاديمية

### الدراسة والتعليم

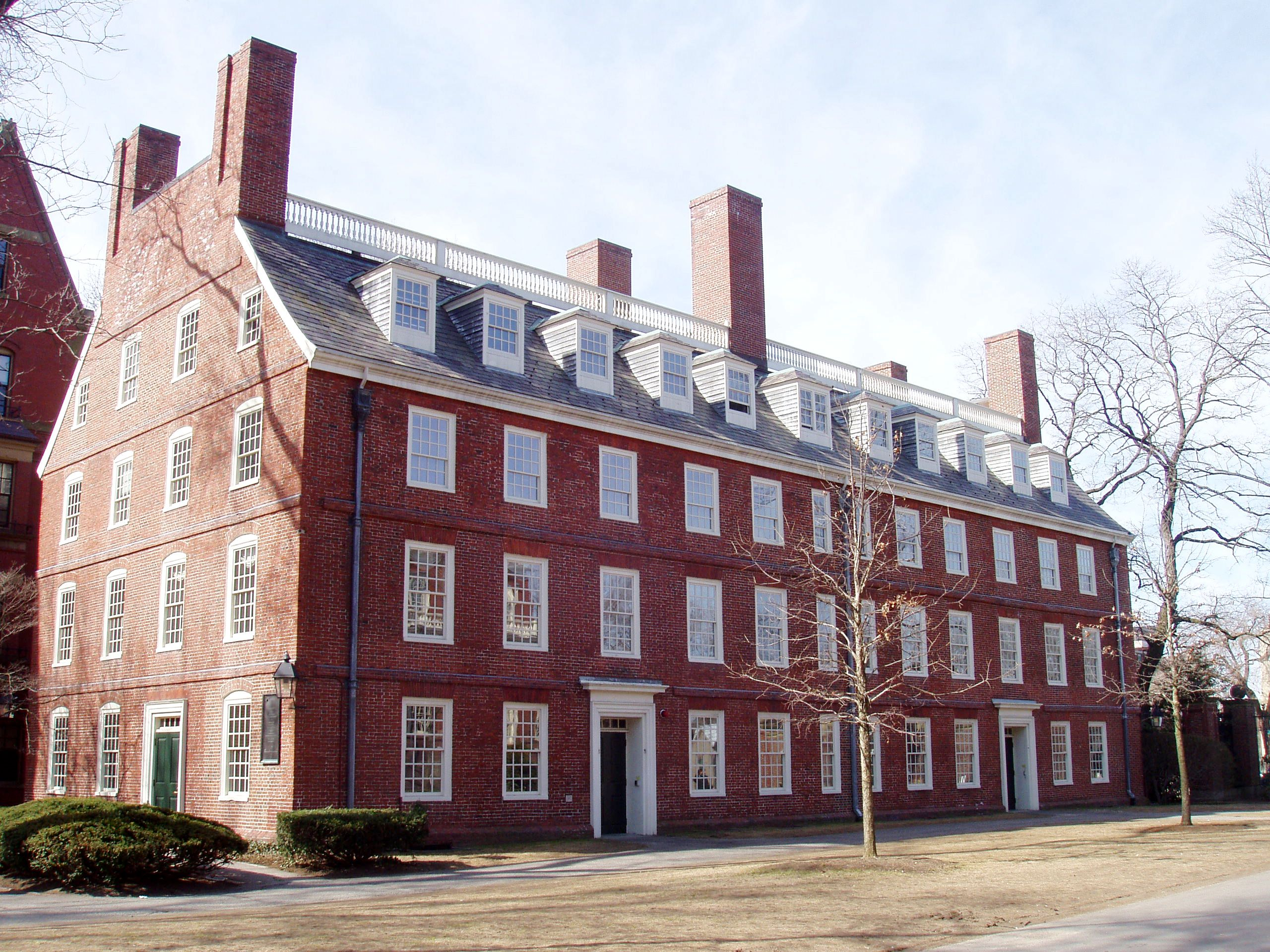
قاعة ماساتشوستس (1720)، أقدم مبنى في جامعة هارفارد.

هارفارد هي جامعة بحثية سكنية كبيرة تقدم 50 تخصصًا جامعيًا، و134 درجة جامعية، و32 درجة مهنية. في العام الدراسي 2018-2019؛ منحت جامعة هارفارد 1،665 شهادة بكالوريوس، و1013 شهادة دراسات عليا، و5695 شهادة مهنية.
يركز برنامج البكالوريوس الذي يمتد لأربع سنوات بدوام كامل على الفنون والعلوم الليبرالية. ومن أجل إكمال متطلبات التخرج في أربع سنوات كالمعتاد، يتعين على الطلاب الجامعيين أن يدرسوا أربع مقررات (مساقات تعليمية) لكل فصل دراسي. في معظم التخصصات، يتطلب الحصول على درجة الشرف حضور دورات دراسية متقدمة وأطروحة عليا. وعلى الرغم من أن بعض الدورات التمهيدية فيها عدد كبير من الطلاب المسجلين، إلا أن متوسط حجم الفصل هو 12 طالبًا.

### الأبحاث
تعد جامعة هارفارد عضوًا مؤسسًا في اتحاد الجامعات الأمريكية وجامعة بحثية بارزة ذات نشاط بحثي «مرتفع جدًا» وتقدم برامج دكتوراه شاملة في الفنون والعلوم والهندسة والطب وفقًا لـ تصنيف كارنيجي.
تحتل كلية الطب باستمرار المرتبة الأولى بين كليات الطب في العالم في مجال الأبحاث، ويعد البحث الطبي الحيوي مجالًا ذا قوة خاصة للجامعة. يجري أكثر من 11000 عضو هيئة تدريس وأكثر من 1600 طالب دراسات عليا أبحاثًا في كلية الطب بالإضافة إلى 15 مستشفى ومعهد أبحاث تابعين للجامعة. جذبت كلية الطب والشركات التابعة لها 1.65 مليار دولار في شكل منح بحثية تنافسية من معاهد الصحة الوطنية الأمريكية في عام 2019 أي أكثر من الضعف من أي جامعة أخرى.

### المكتبات والمتاحف
يتركز نظام مكتبة هارفارد في مكتبة ويدينر الواقعة في هارفارد يارد وتضم هذه المكتبة ما يقارب من 80 مكتبة فردية تحتوي جميعها على حوالي 20.4 مليون كتاب. ووفقًا لجمعية المكتبات الأمريكية فإن نظام مكتبة هارفارد هذا يجعلها أكبر مكتبة أكاديمية في العالم.

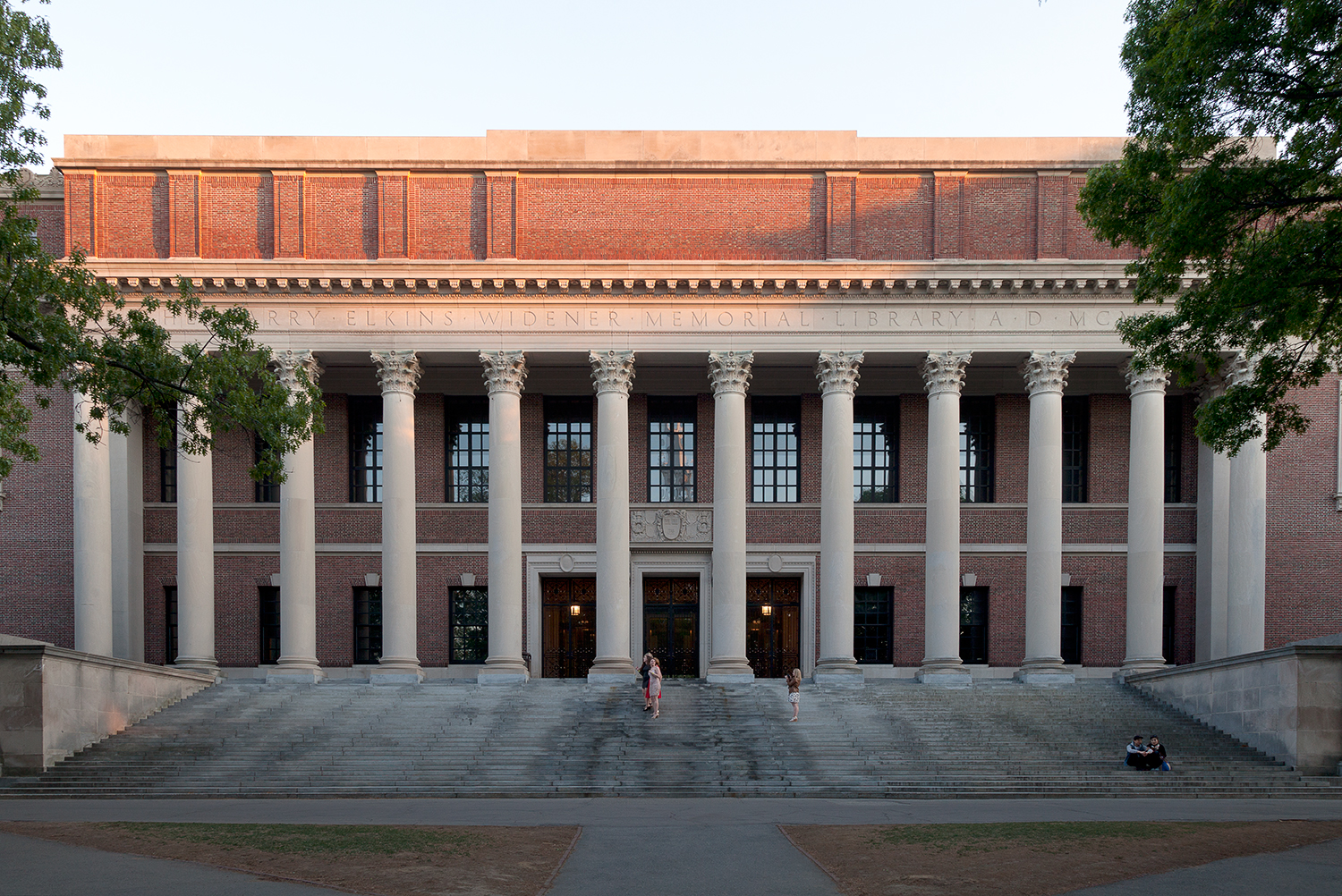
مكتبة وايدنر، إحدى مكتبات نظام مكتبة هارفارد.

تحتوي مكتبة هوتون ومكتبة شليزنجر وأرشيف جامعة هارفارد بشكل أساسي على وثائق نادرة وفريدة من نوعها. يُحتفظ في مكتبة بيوسي بأقدم مجموعة من الخرائط والمعاجم والأطالس الأمريكية القديمة والجديدة وهي متاحة للجمهور، توجد أكبر مجموعة من مواد اللغات الشرق آسيوية خارج شرق آسيا في مكتبة هارفارد ينشينج.
تحتوي جامعة هارفارد على ثلاثة متاحف للفنون، يغطي (متحف آرثر إم ساكلر) الفن الآسيوي والفن في منطقة البحر الأبيض المتوسط والفن الإسلامي، أما متحف بوش- ريزينجر (المتحف الجرماني سابقًا) فيغطي الفن في وسط وشمال أوروبا، بينما يغطي (متحف فوج) الفن الغربي من العصور الوسطى حتى الوقت الحاضر مع التركيز على الفن الإيطالي في أوائل عصر النهضة والفن البريطاني قبل رافائيل والفن الفرنسي في القرن التاسع عشر.
يضم متحف هارفارد للتاريخ الطبيعي كل من: متحف هارفارد للمعادن، ومتحف الأعشاب الذي يحتوي على معرض بلاشكا لـ الزهور الزجاجية، بالإضافة إلى متحف علم الحيوان المقارن. تشمل المتاحف الأخرى: مركز كاربنتر للفنون البصرية الذي صممه المعماري الفرنسي لو كوربوزييه، ومتحف بيبودي لعلم الآثار وعلم الأجناس والمتخصص في التاريخ الثقافي والحضارات في نصف الكرة الغربي، ومتحف هارفارد للشرق الأدنى القديم (متحف الساميات) الذي يحتوي على قطع أثرية من الحفريات في الشرق الأوسط.

### الشهرة والتصنيف

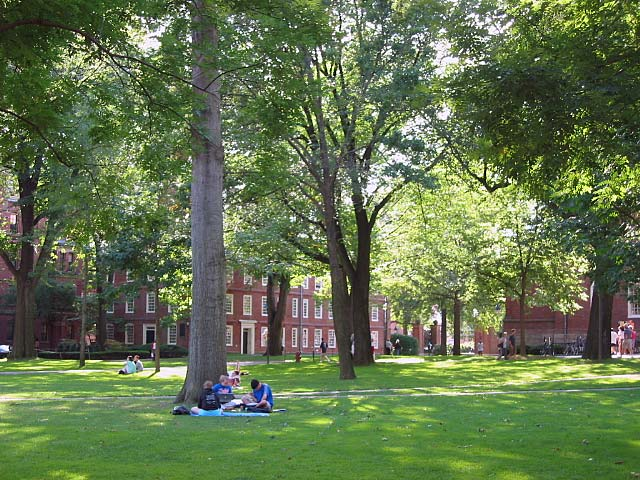
هارفارد يارد (أو فناء هارفارد)

في كل عام تحتل جامعة هارفارد المركز الأول كأفضل جامعة في العالم في قائمة التصنيف الأكاديمي للجامعات العالمية (ARWU) (وهو أحد المنشورات السنوية لتصنيفات الجامعات العالمية الذي تصدره جامعة شنغهاي جياو تونغ). وعندما تعاونت شركة كواكواريلي سيموندس المُختصة بالتعليم مع مجلة تايمز للتعليم العالي لنشر قائمة بعنوان: (تصنيفات جامعة تايمز للتعليم العالي- QS العالمية من 2004 إلى 2009)، جاءت جامعة هارفارد في المرتبة الأولى، واستمرت في احتلال المركز الأول كل عام في ذات القائمة منذ صدورها عام 2011 وحتى اليوم.
في عام 2019، احتلت جامعة هارفارد المرتبة الأولى عالميًا في التصنيف الذي نشرته منظمة SCImago البحثية، كما صُنِّفَت في المركز الأول كأفضل جامعة أمريكية في مجال الأبحاث في التقرير الذي صدر من قبل مركز قياس الأداء الجامعي إلى جانب جامعة كولومبيا ومعهد ماساتشوستس للتكنولوجيا وجامعة ستانفورد. اعتُمدت جامعة هارفارد أيضًا من قبل لجنة نيو إنجلاند للتعليم العالي وهي جهة اعتماد مؤسسية معترف بها من قبل وزارة التعليم الأمريكية ومجلس اعتماد التعليم العالي.

### ترتيب الكليات
| الكلية                                              | سنة التأسيس | عدد الطلاب | الترتيب |
| --------------------------------------------------- | ----------- | ---------- | ------- |
| كلية هارفارد                                        | 1636        | 6,755      | 2       |
| كلية هارفارد للطب                                   | 1782        | 660        | 1       |
| كلية اللاهوت                                        | 1816        | 377        | N/A     |
| كلية هارفارد للحقوق                                 | 1817        | 1,990      | 3       |
| كلية طب الأسنان                                     | 1867        | 280        | N/A     |
| كلية هارفارد للفنون والعلوم                         | 1872        | 4,824      | N/A     |
| كلية هارفارد للأعمال                                | 1908        | 2,011      | 5       |
| كلية هارفارد للتعليم الإضافي                        | 1910        | 3,428      | N/A     |
| كلية التصميم                                        | 1914        | 878        | N/A     |
| كلية الدراسات العليا                                | 1920        | 876        | 1       |
| كلية تي أتش تشان للصحة العامة                       | 1922        | 1,412      | 3       |
| كلية كينيدي                                         | 1936        | 1,100      | 1       |
| كلية هارفارد جون أ.بولسون للهندسة والعلوم التطبيقية | 2007        | 1,750      | 21      |

## مشاهير من الجامعة

### الخريجيبن
على مدار أكثر من ثلاثة قرون ونصف، ساهم خريجو جامعة هارفارد بشكل إبداعي وكبير في المجتمع، والفنون والعلوم، والأعمال التجارية، والشؤون الوطنية والدولية. من بين خريجي جامعة هارفارد هناك ثمانية رؤساء أمريكيين، و188 مليارديرًا، و79 حائزًا على جائزة نوبل، و7 فائزين بميدالية فيلدز، و9 حائزين على جائزة تورينج، و369 حاصلين على منحة رودس، و252 حاصلين على منحة مارشال، و13 باحثًا حصلوا على منحة ميتشل. فاز طلاب وخريجو جامعة هارفارد بـ 10 جوائز أوسكار، و48 جائزة بوليتزر، و108 ميدالية أولمبية (بما في ذلك 46 ميدالية ذهبية)، وأسسوا العديد من الشركات البارزة في جميع أنحاء العالم.

أشهر خريجي جامعة هارفارد البارزين
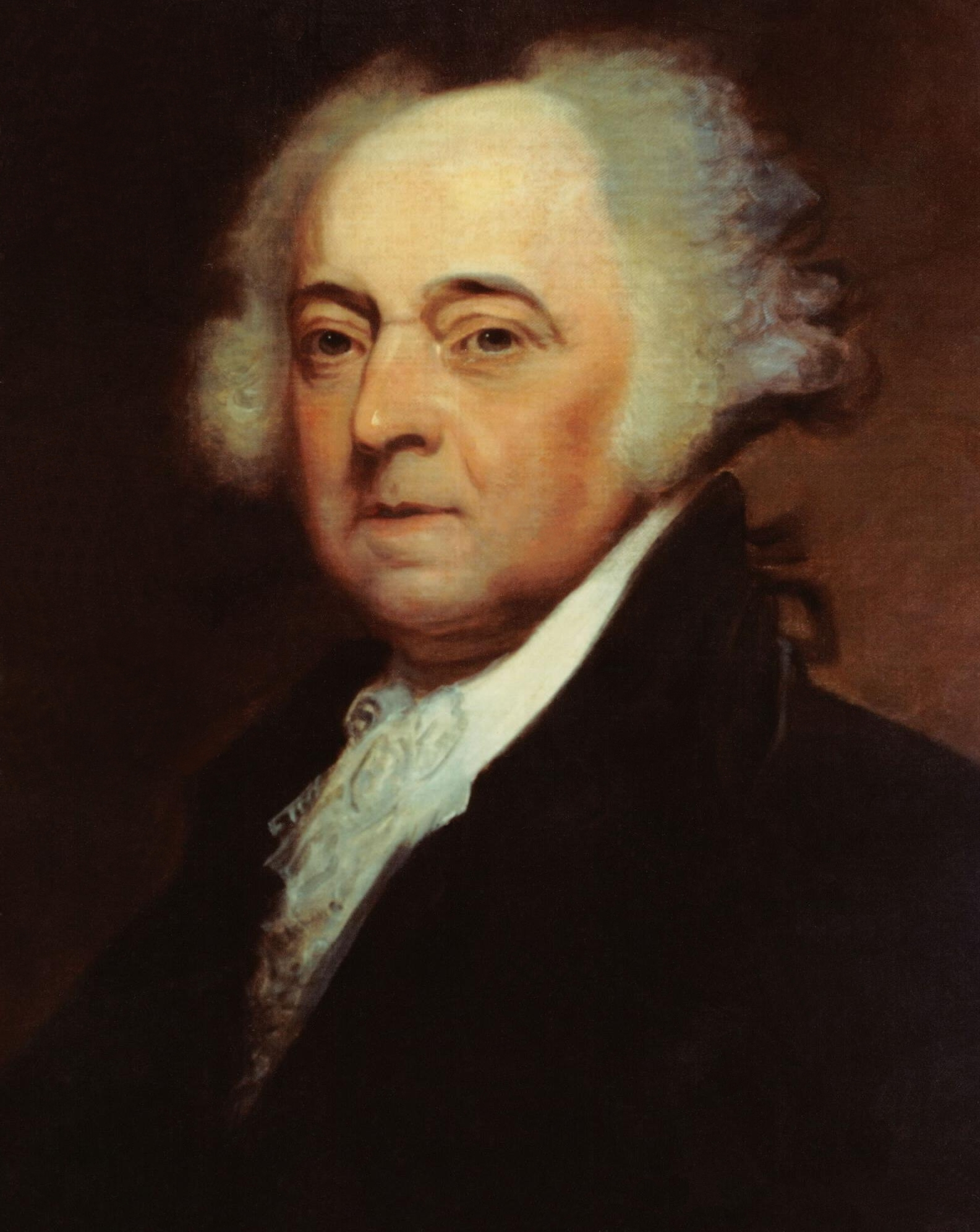
جون آدامز، الرئيس الثاني للولايات المتحدة.
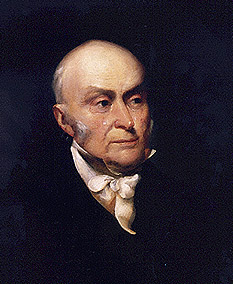
جون كوينسي آدامز، الرئيس السادس للولايات المتحدة.
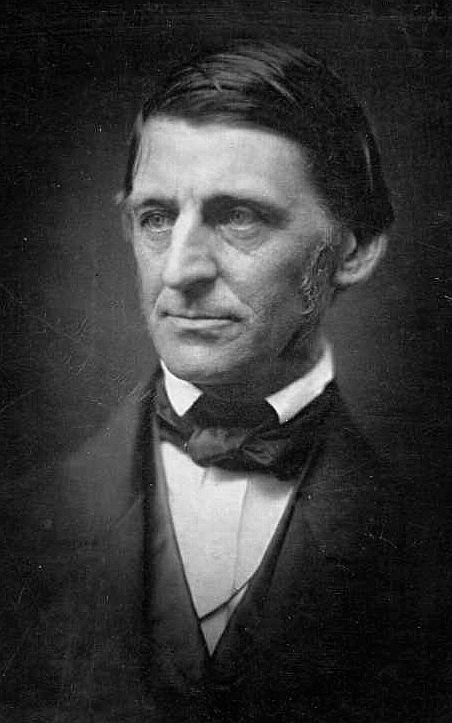
رالف والدو إمرسون، كاتبُ مقالاتٍ ومحاضرٌ وفيلسوفٌ وشاعرٌ أمريكيٌّ
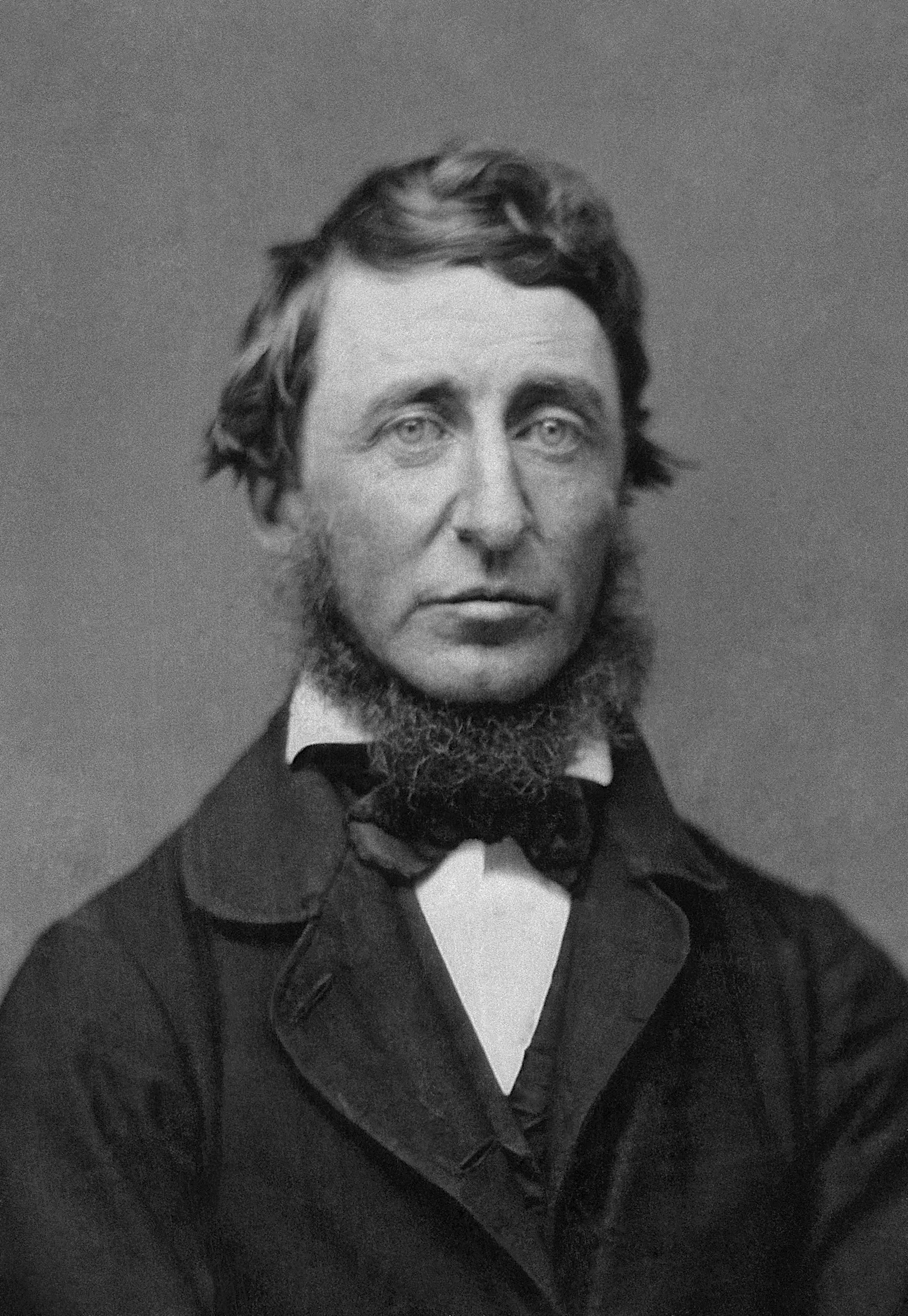
هنري ديفد ثورو، عالم طبيعي وكاتب مقالات وشاعر وفيلسوف
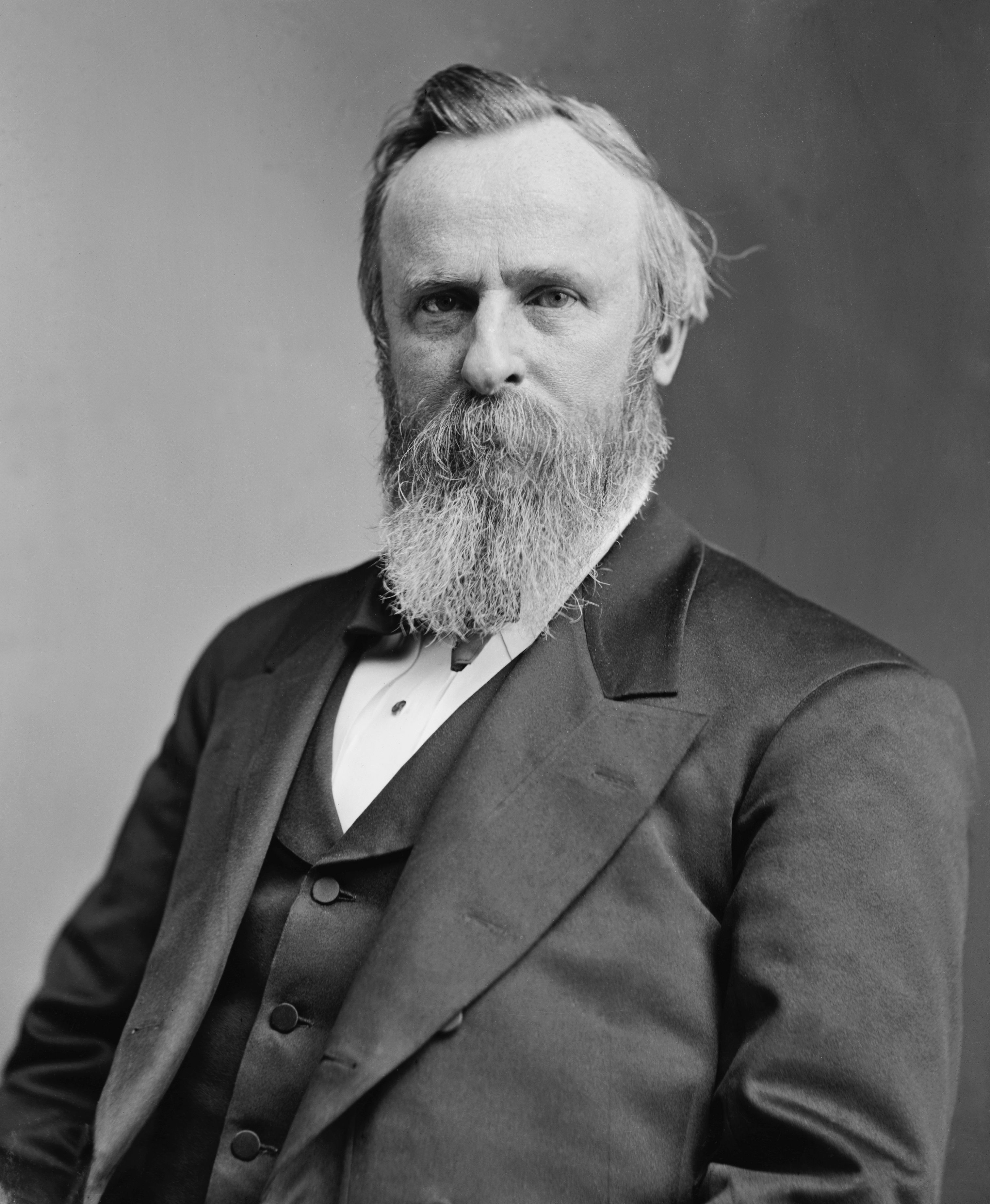
رذرفورد ب. هايز، الرئيس التاسع عشر للولايات المتحدة.
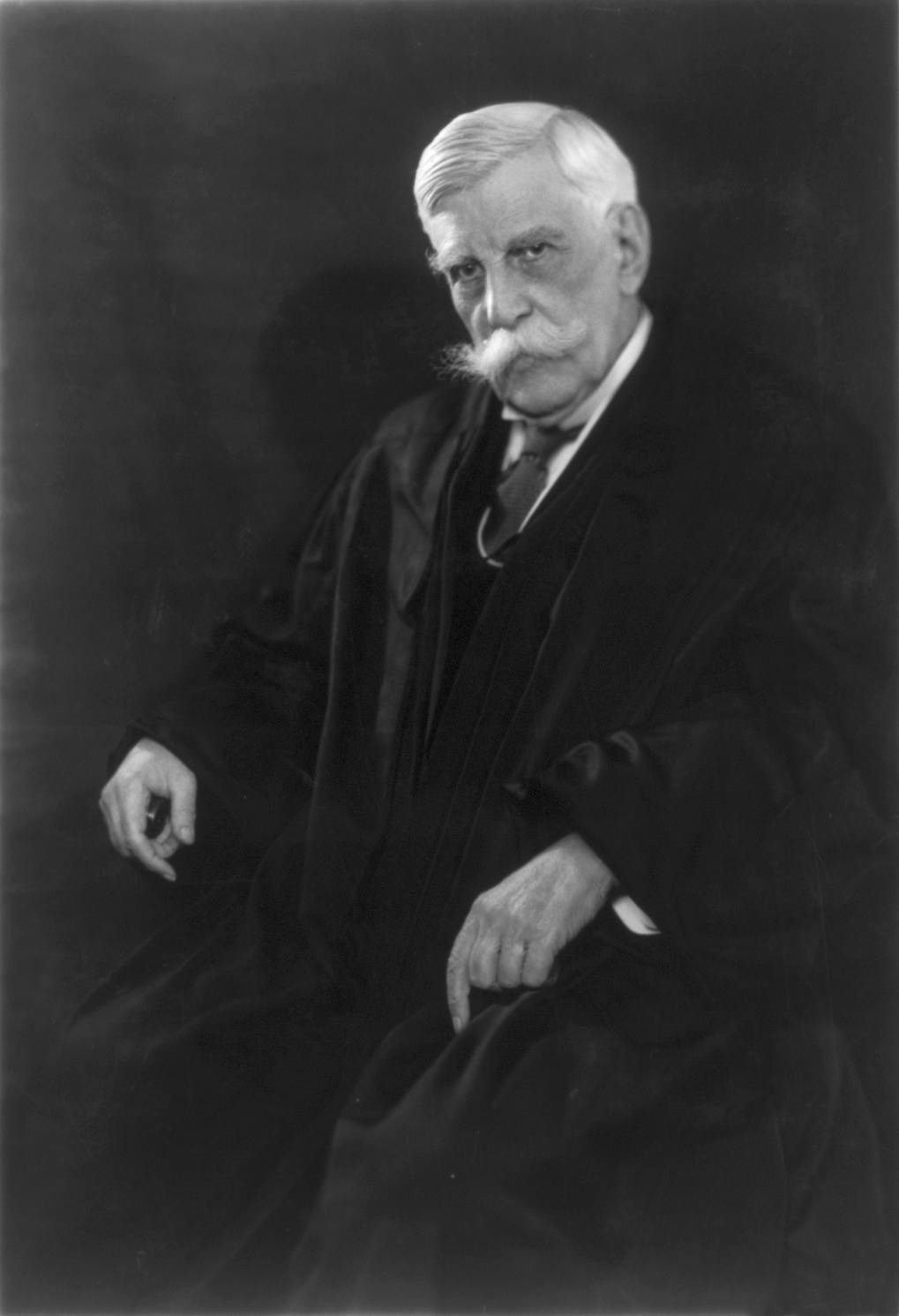
أوليفر وندل هولمز، قاضي مشارك في المحكمة العليا للولايات المتحدة.
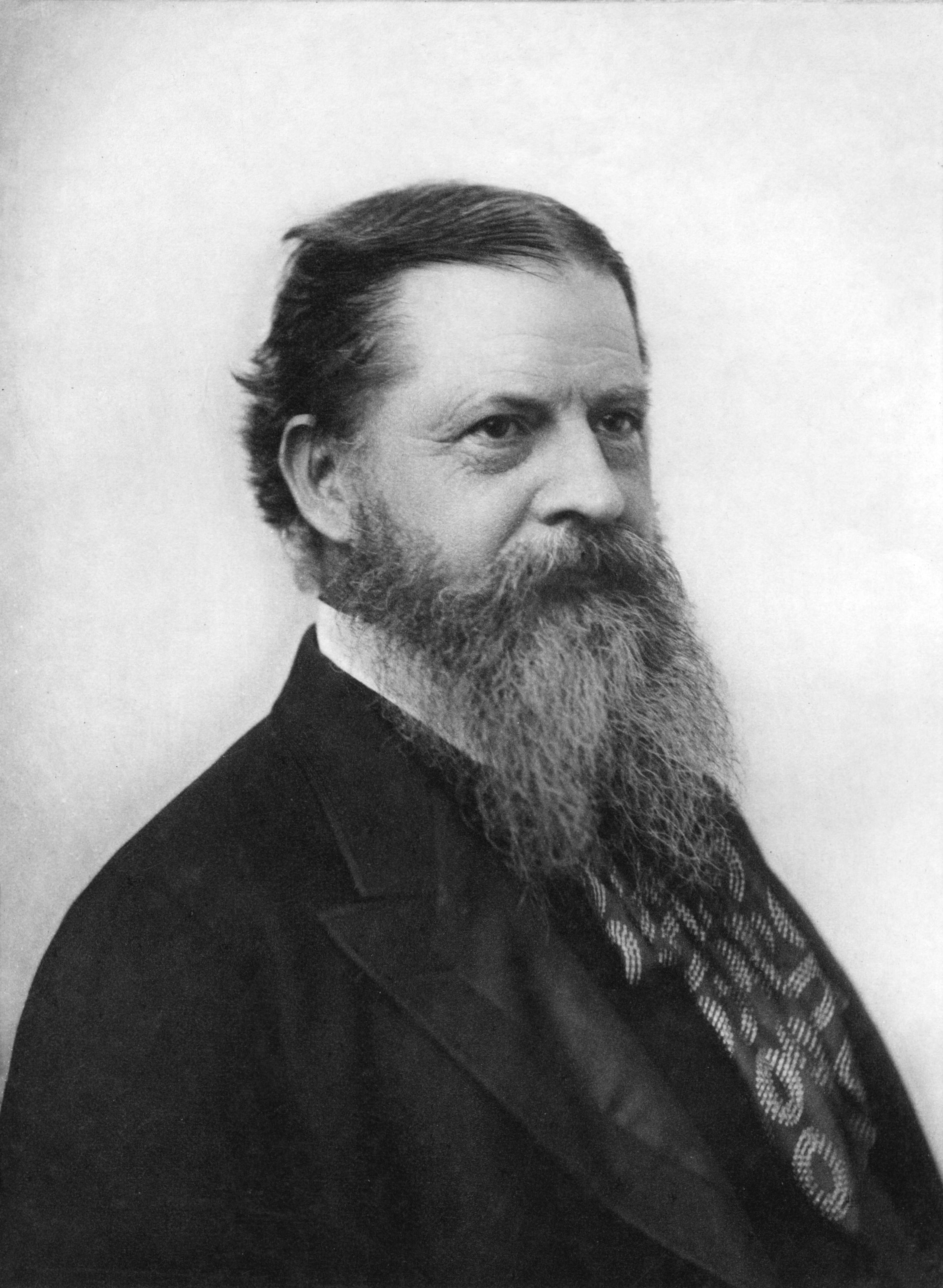
تشارلز ساندرز بيرس، فيلسوف وعالم المنطق والرياضيات
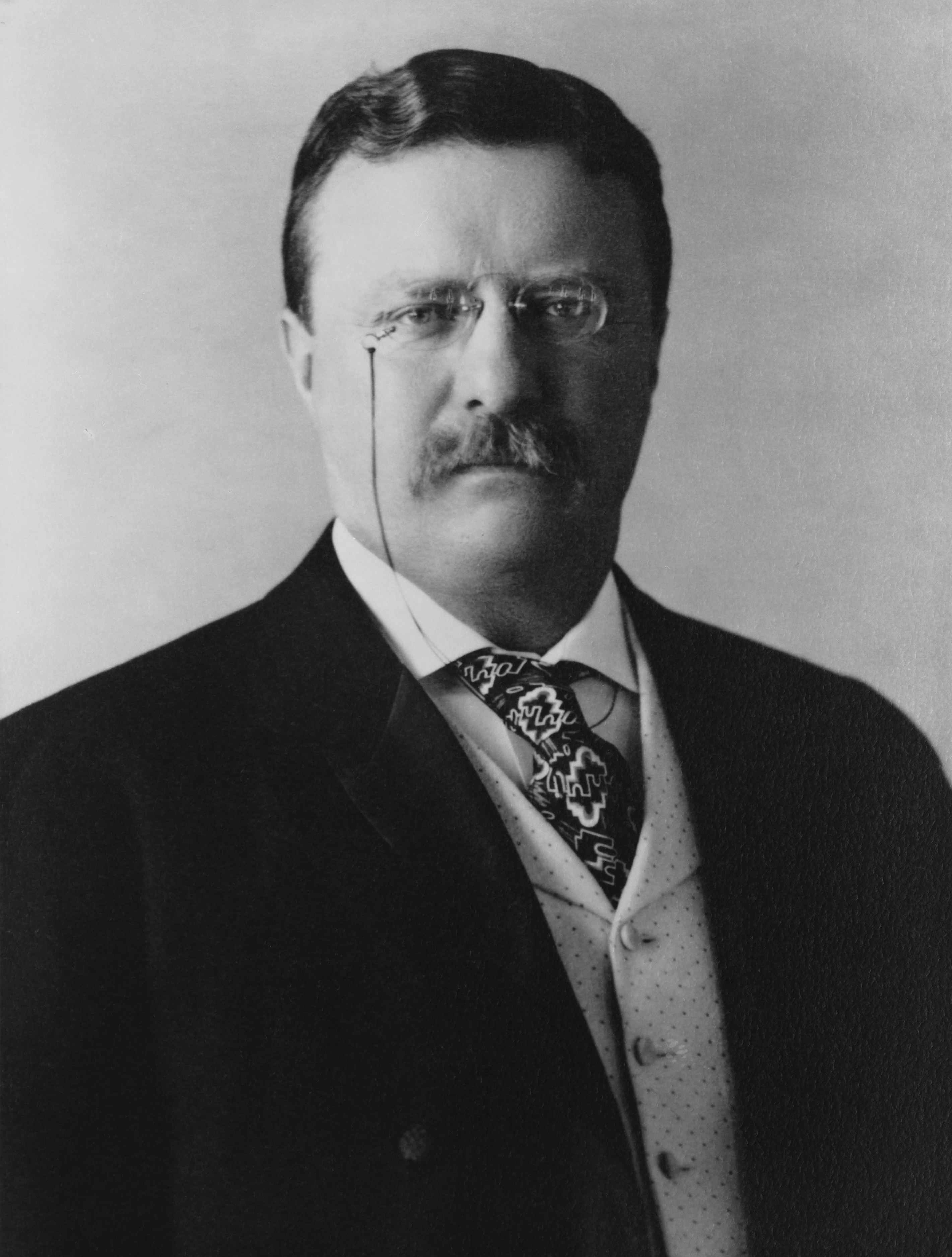
ثيودور روزفلت، الرئيس السادس والعشرون للولايات المتحدة والحائز على جائزة نوبل للسلام.
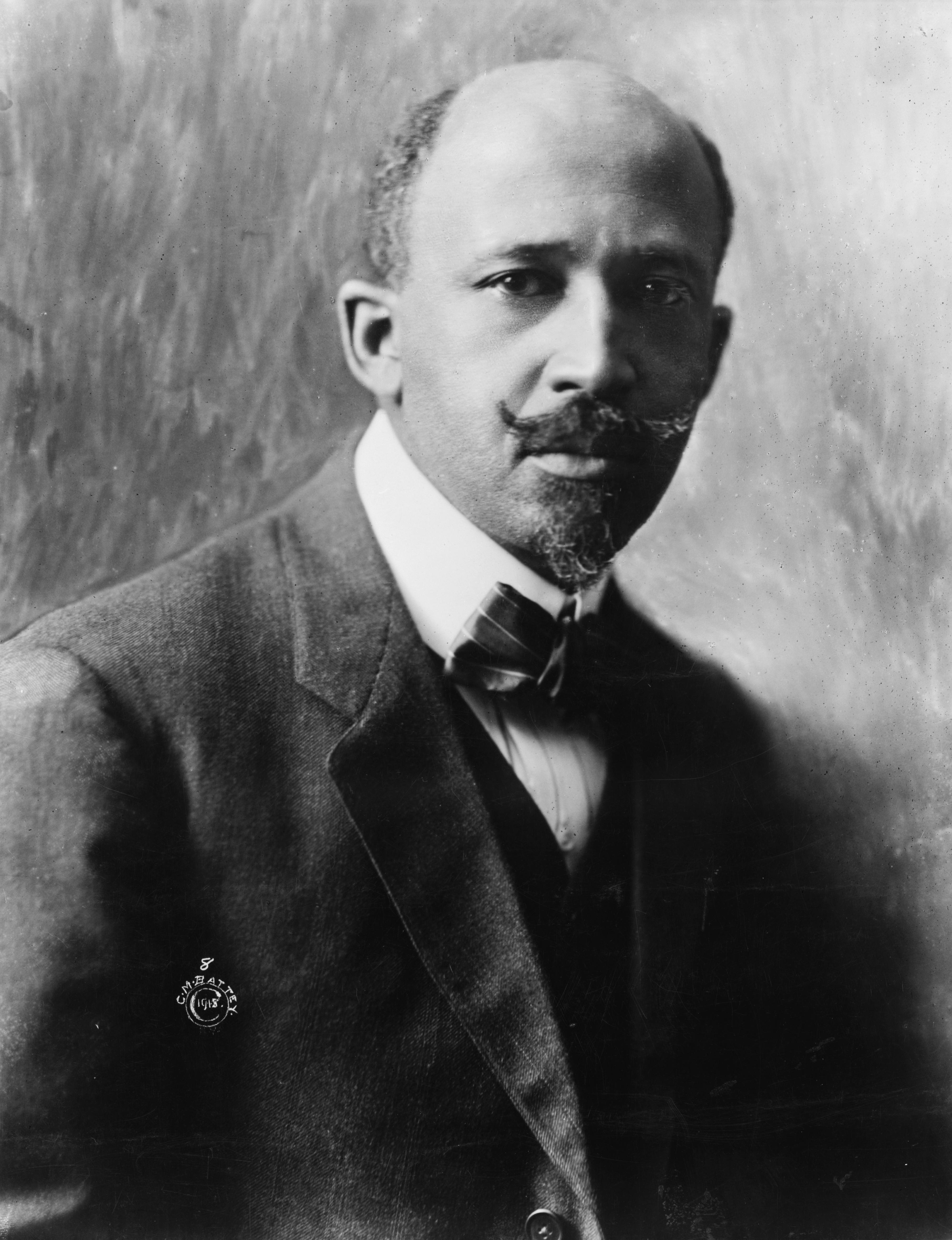
دو بويز، عالم الاجتماع والناشط في الحقوق المدنية
فرانكلين روزفلت، الرئيس الثاني والثلاثون للولايات المتحدة.[66]
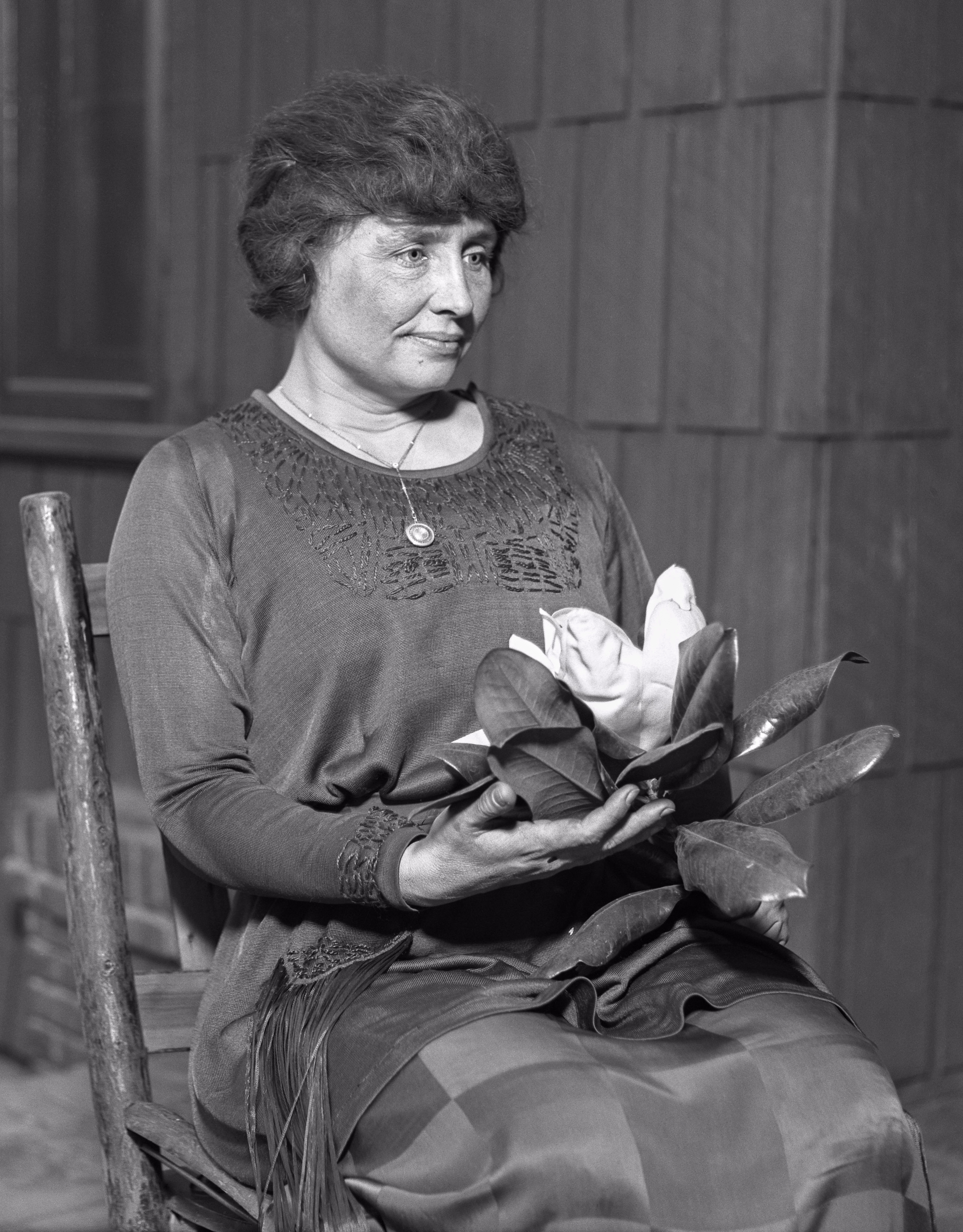
هيلين كيلر، مؤلفة وناشطة سياسية ومحاضرة
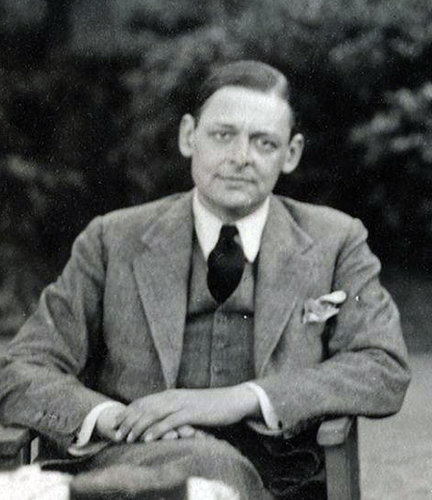
ت. س. إليوت، الشاعر والحائز على جائزة نوبل في الأدب.
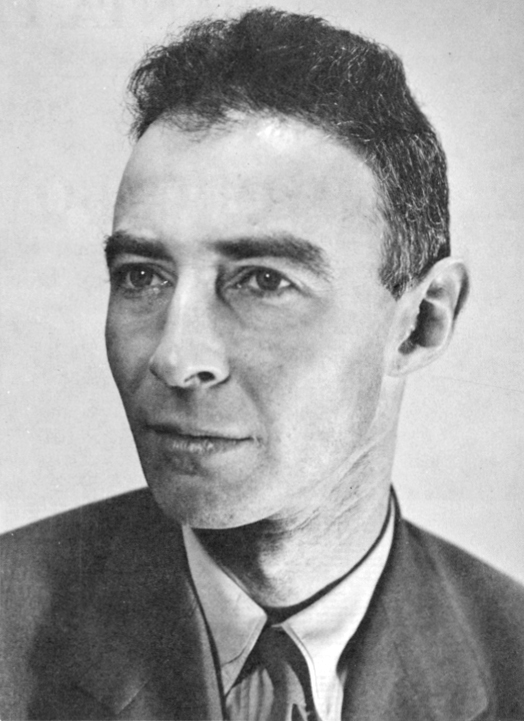
روبرت أوبنهايمر، فيزيائي وقائد مشروع مانهاتن.
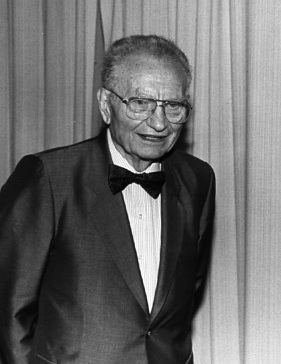
بول سامويلسون، الاقتصادي الحائز على جائزة نوبل في الاقتصاد
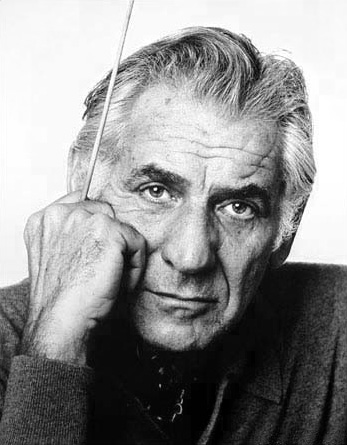
ليونارد برنشتاين، موسيقار وملحن
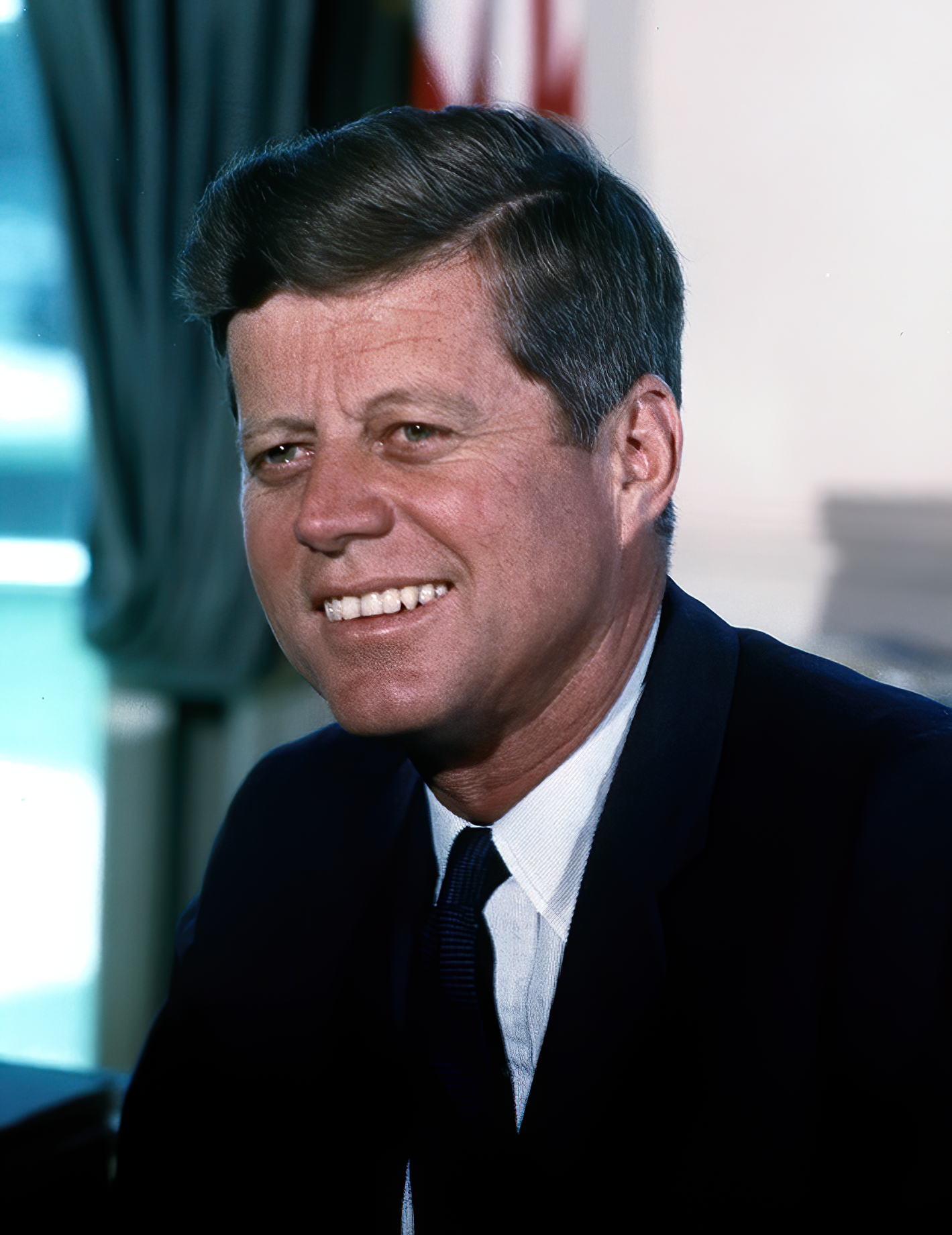
جون ف.كينيدي، الرئيس الخامس والثلاثون للولايات المتحدة
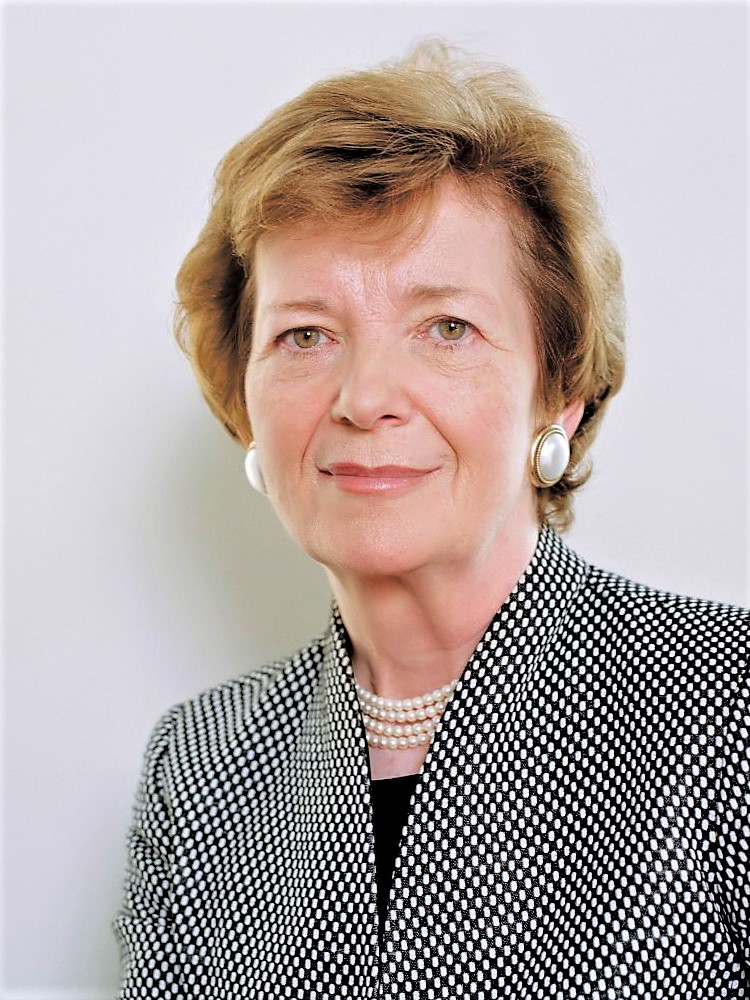
ماري روبنسون، الرئيس السابع لأيرلندا ومفوض الأمم المتحدة السامي لحقوق الإنسان
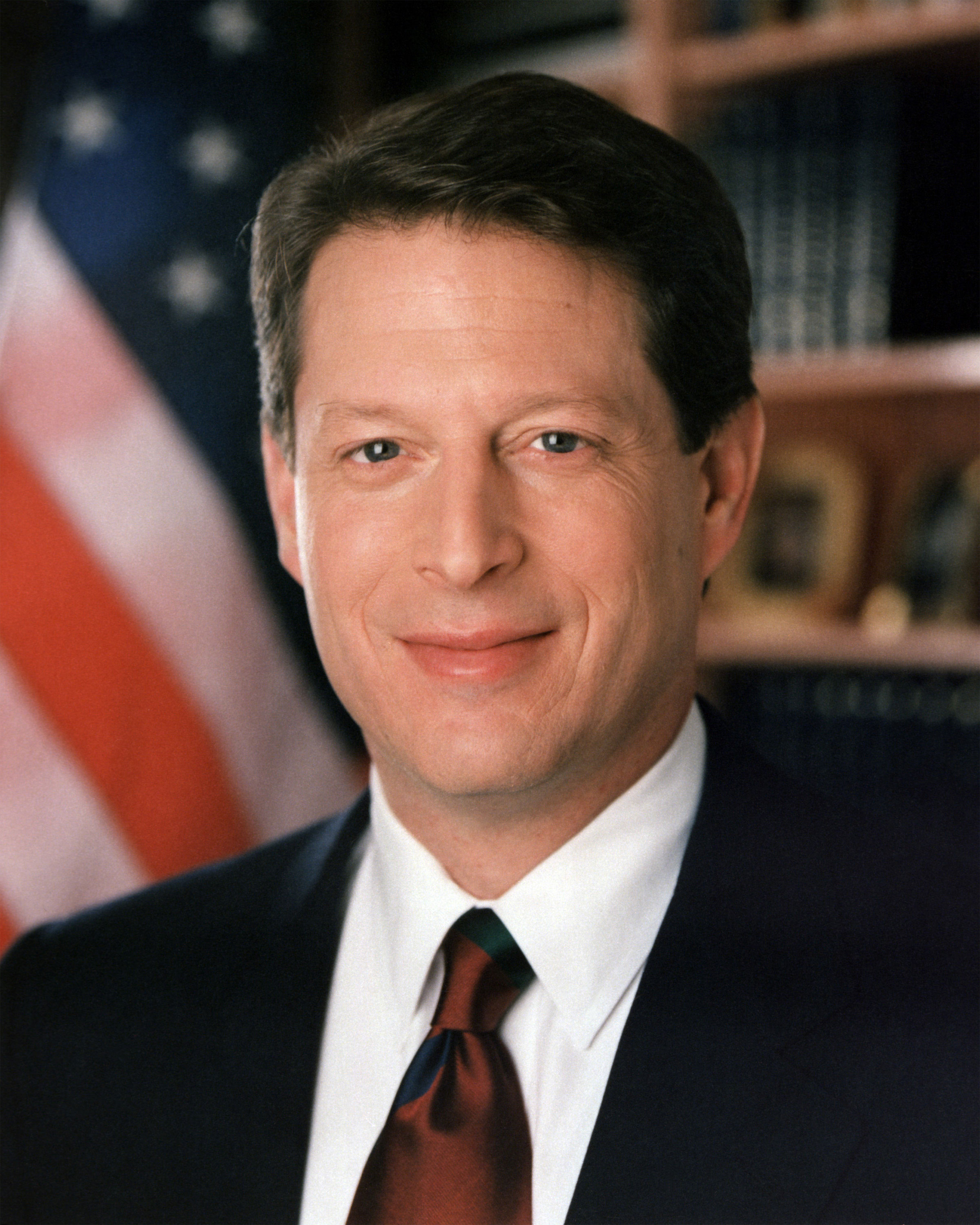
آل جور، نائب رئيس الولايات المتحدة الخامس والأربعون والحائز على جائزة نوبل للسلام
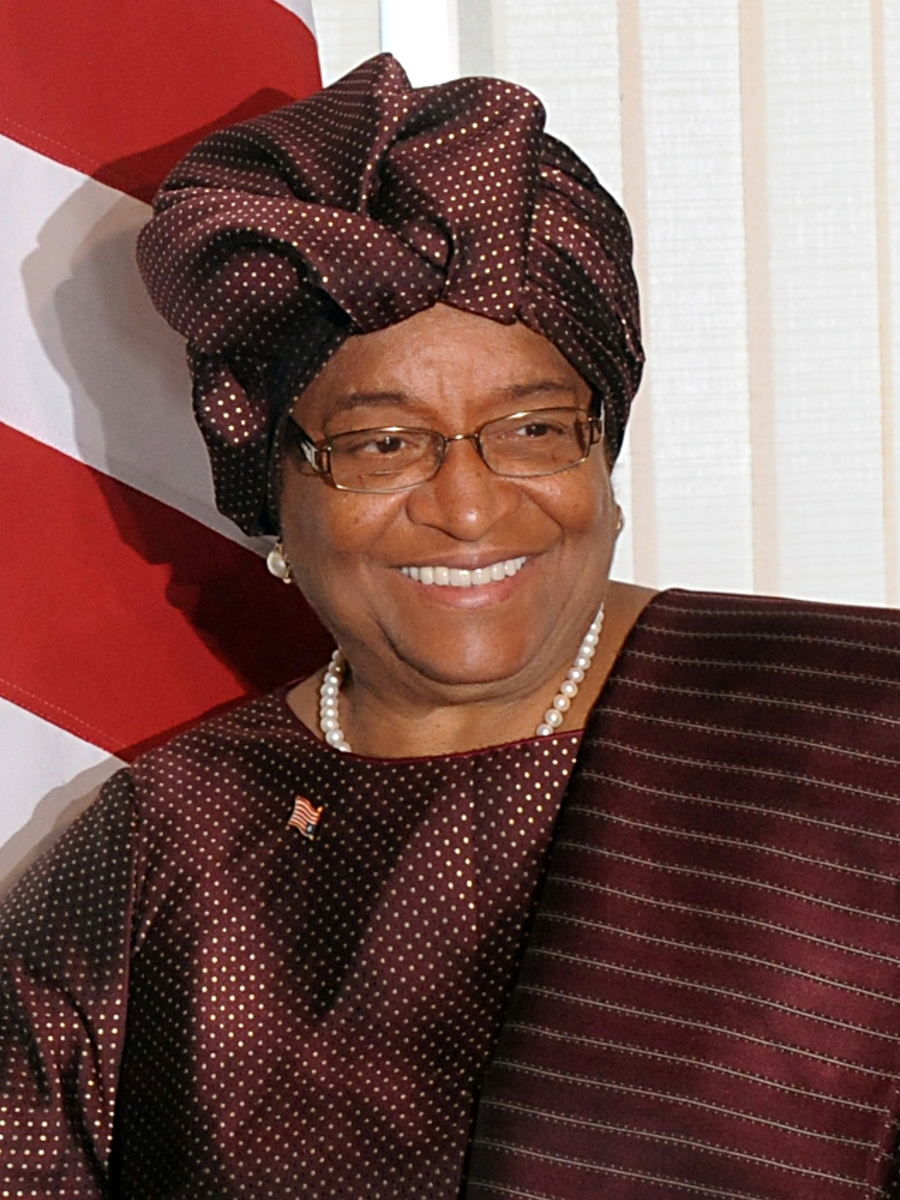
إيلين جونسون سيرليف، رئيسة ليبيريا والحائزة على جائزة نوبل للسلام.
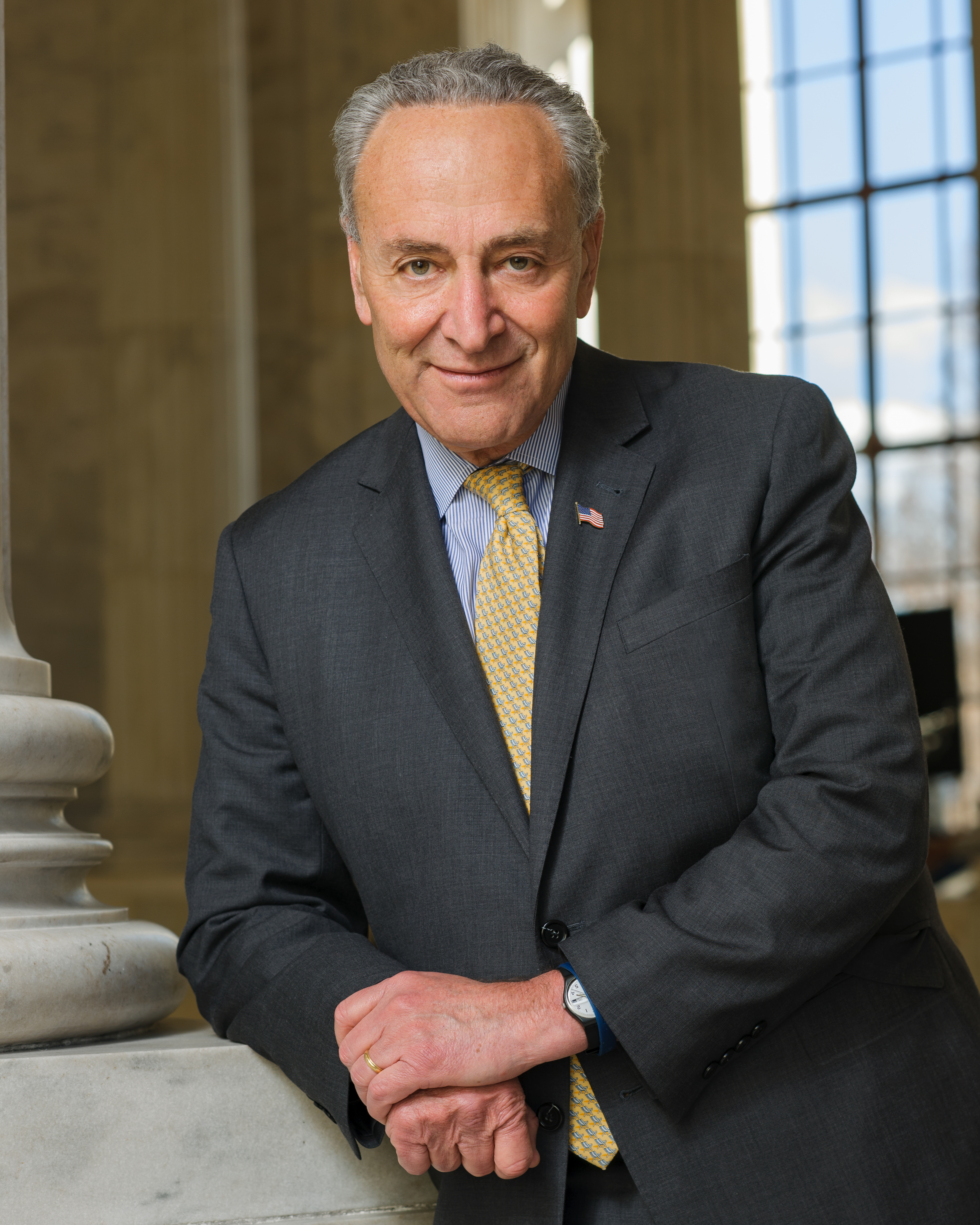
تشاك شومر، زعيم الأغلبية في مجلس الشيوخ.
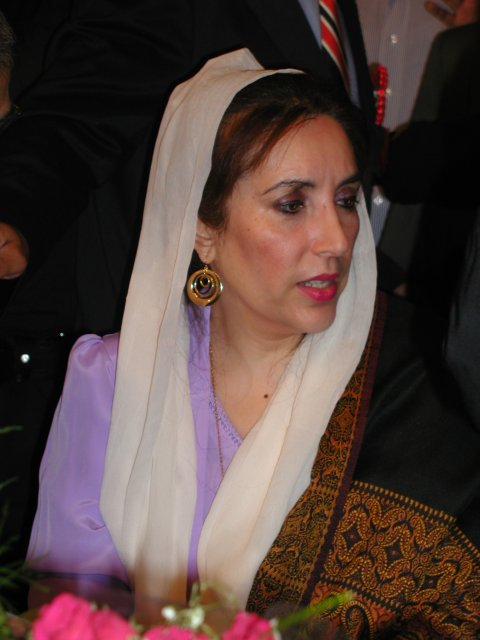
بينظير بوتو، رئيسة وزراء باكستان الحادي عشر
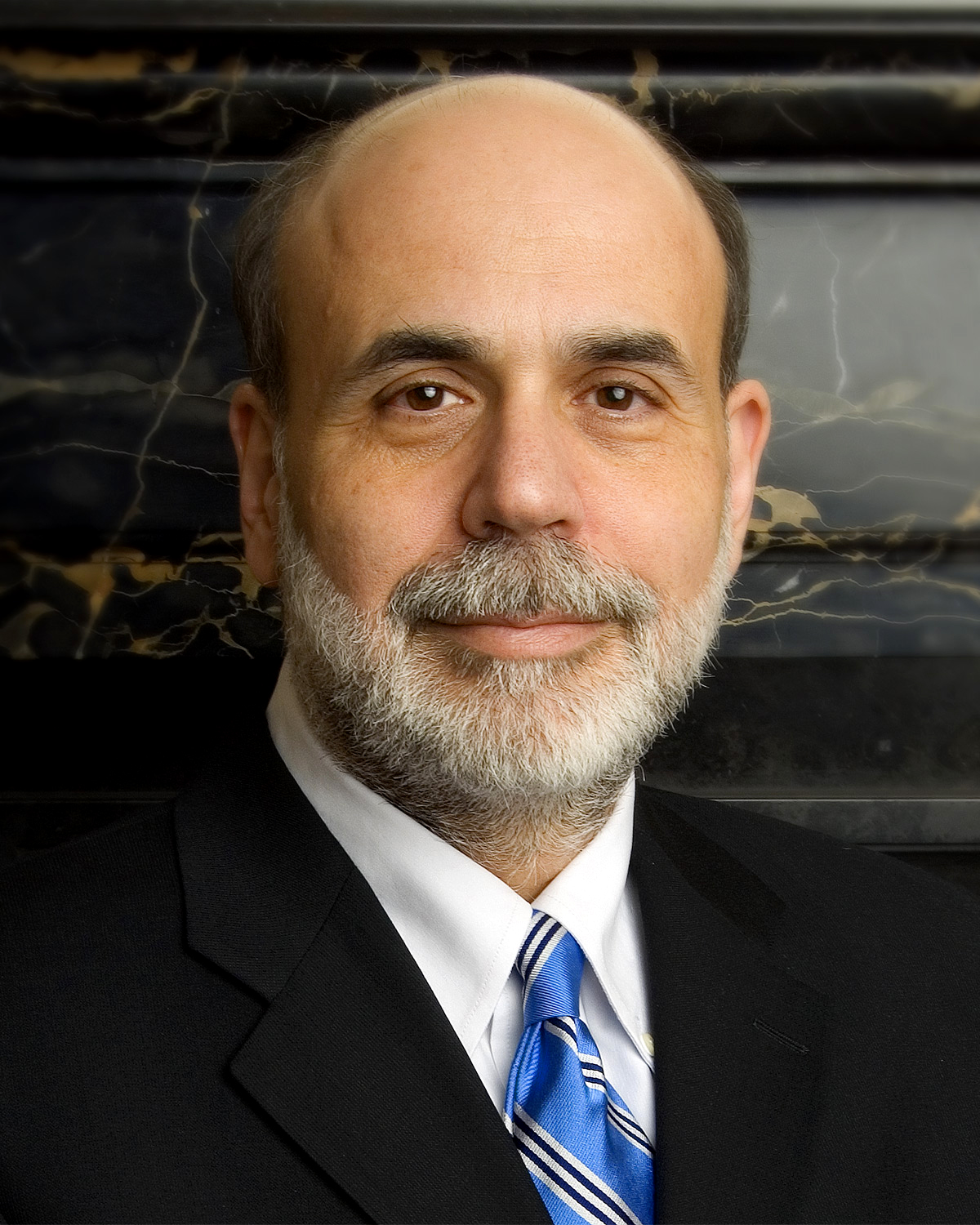
بن برنانكي، الرئيس الرابع عشر للاحتياطي الفيدرالي
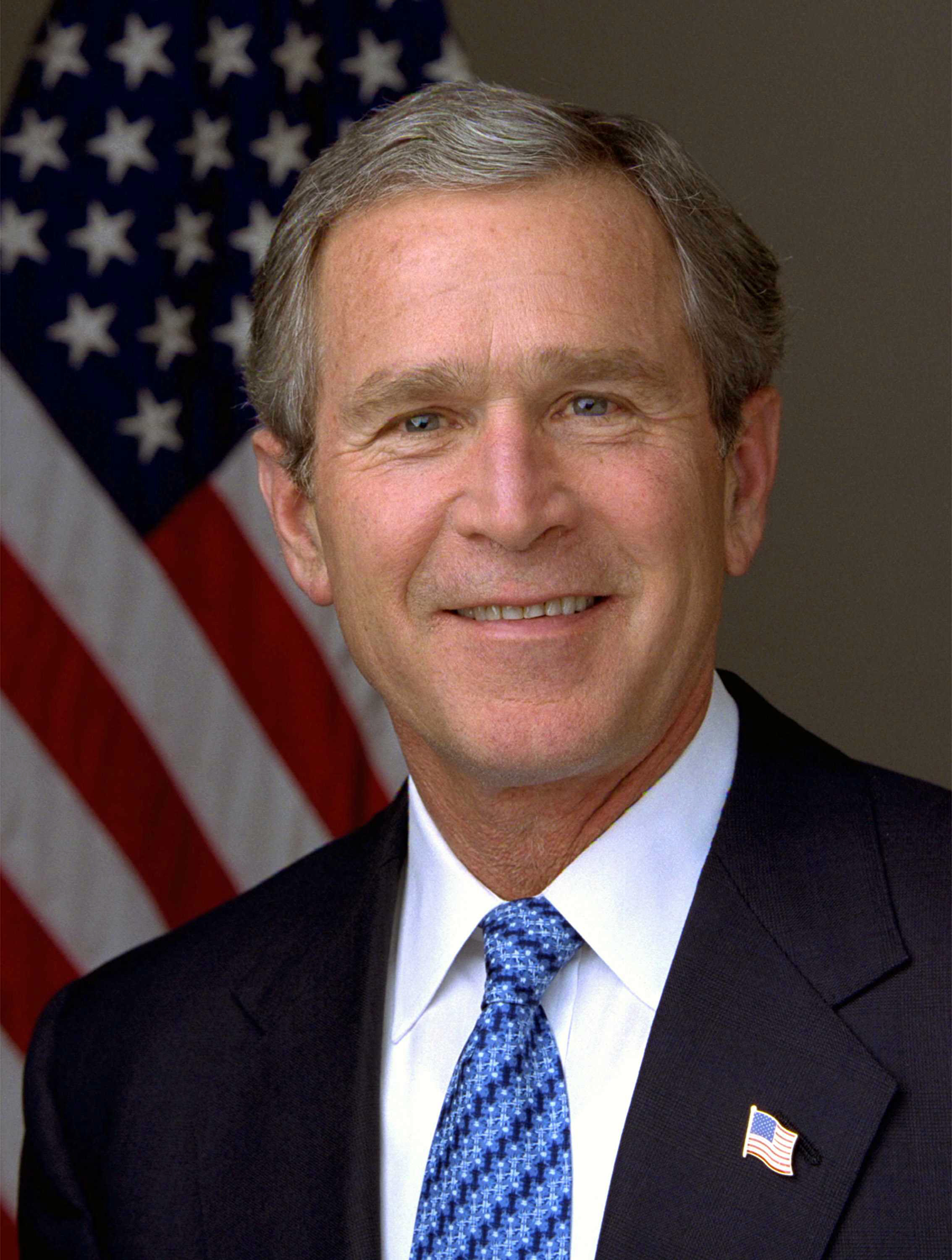
جورج بوش، الرئيس الثالث والأربعون للولايات المتحدة.
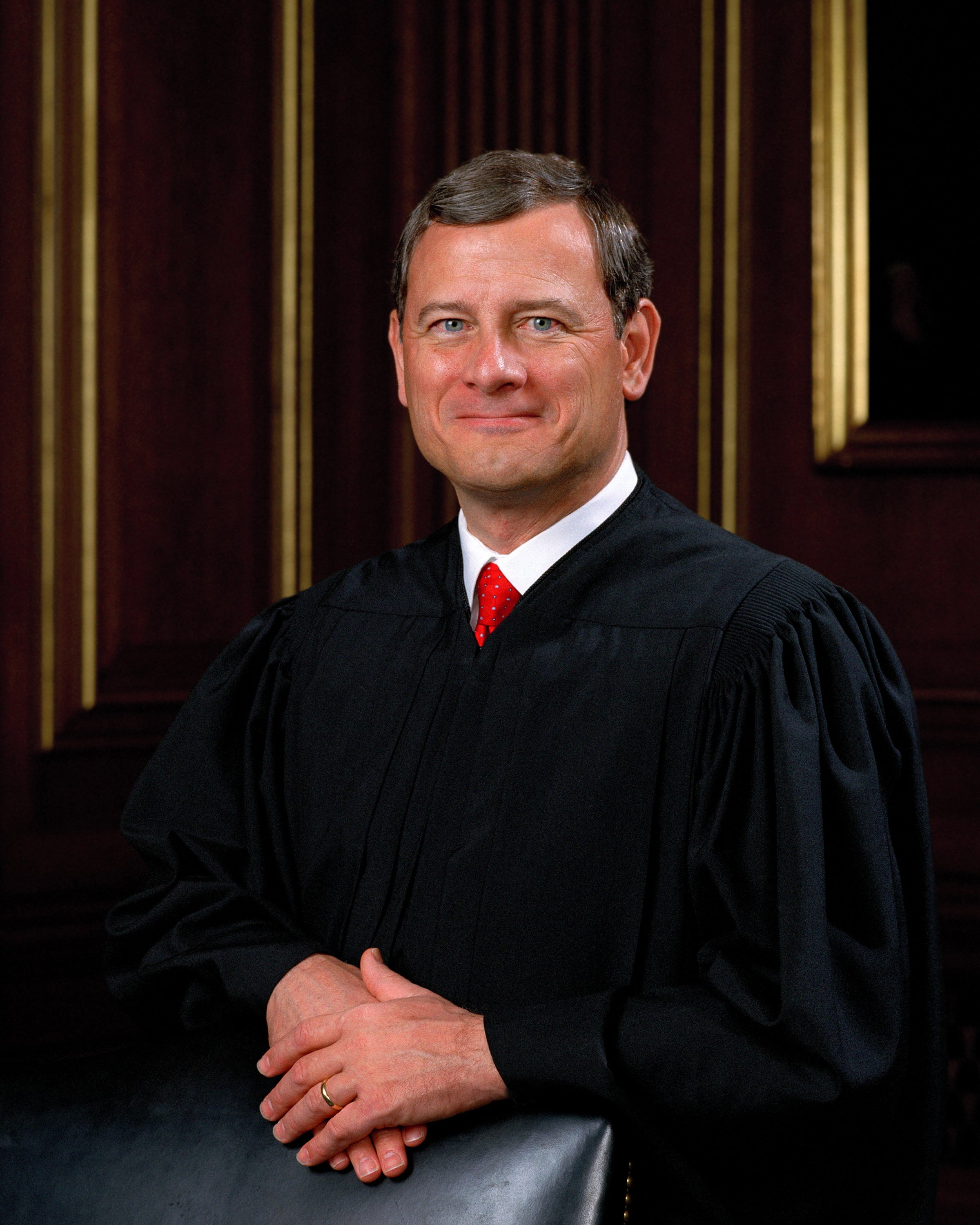
جون روبرتس، رئيس القضاة السابع عشر للولايات المتحدة
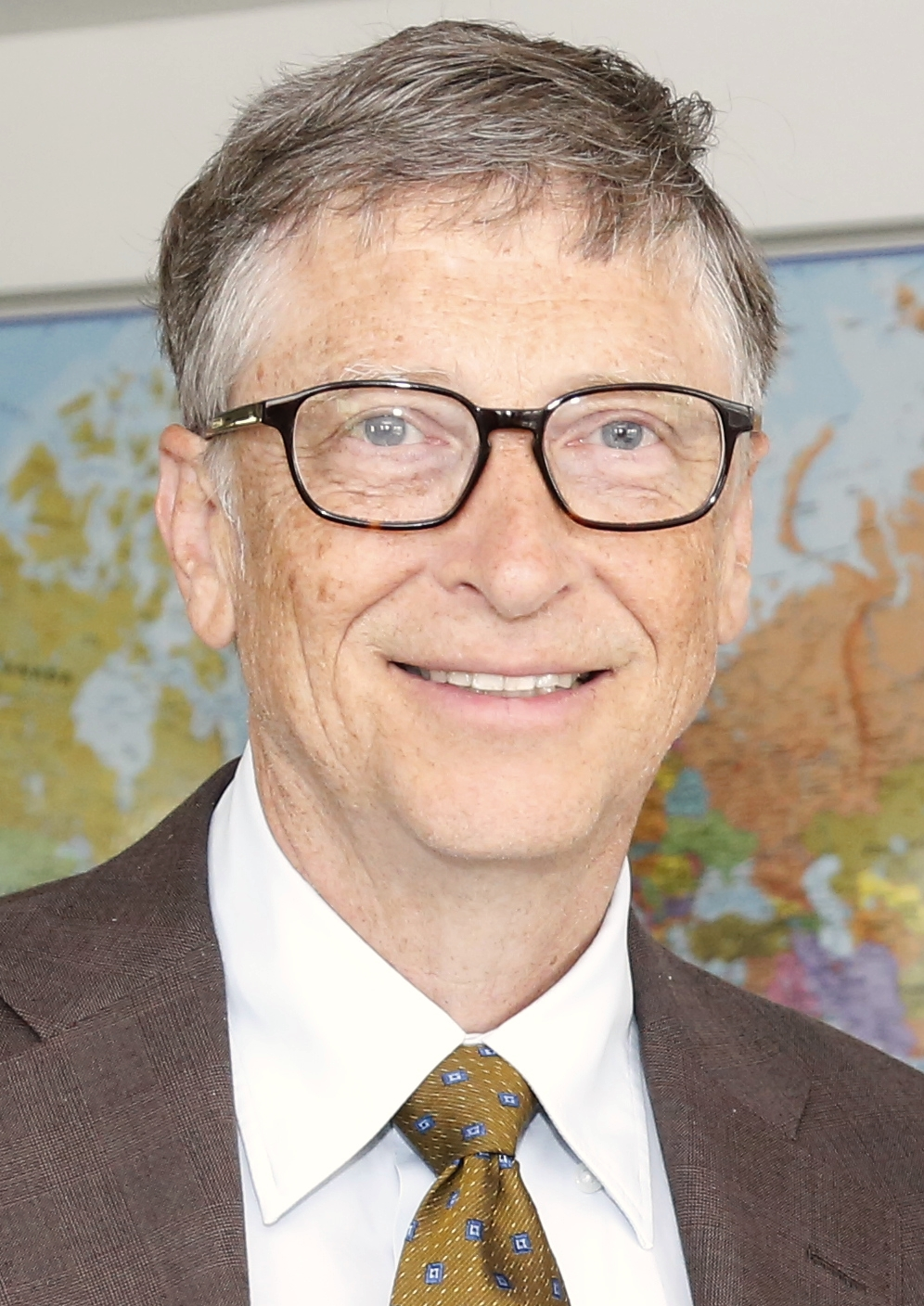
بيل غيتس، مؤسس شركة مايكروسوفت.
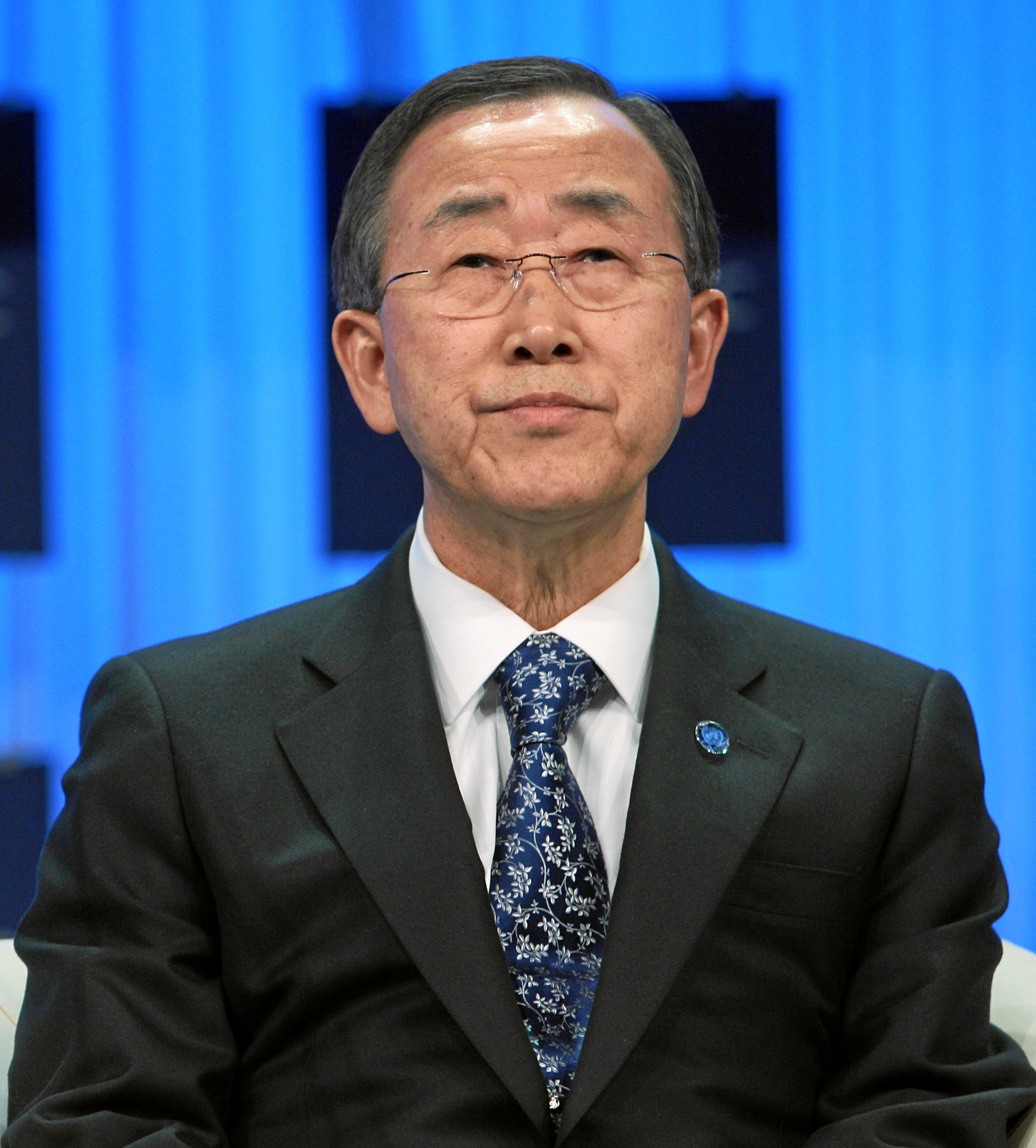
بان كي مون، الأمين العام الثامن للأمم المتحدة
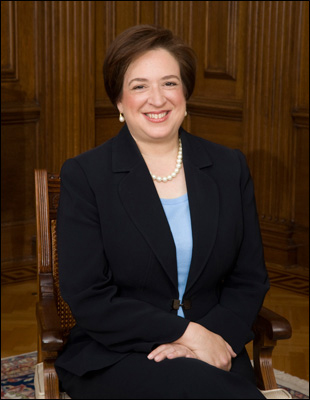
إيلينا كاغان، قاضي مساعد في المحكمة العليا للولايات المتحدة.
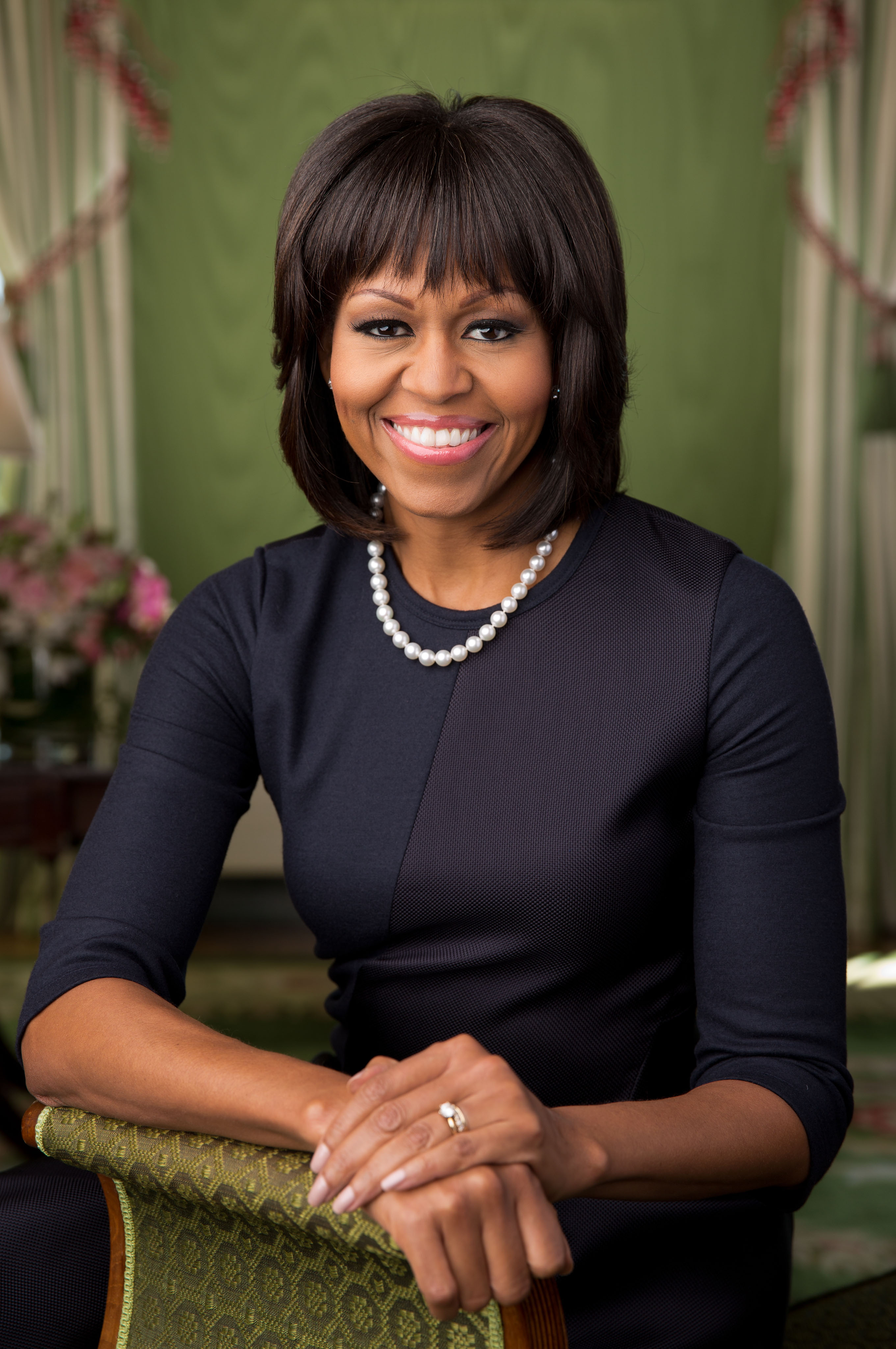
ميشيل أوباما، السيدة الأولى السابقة للولايات المتحدة
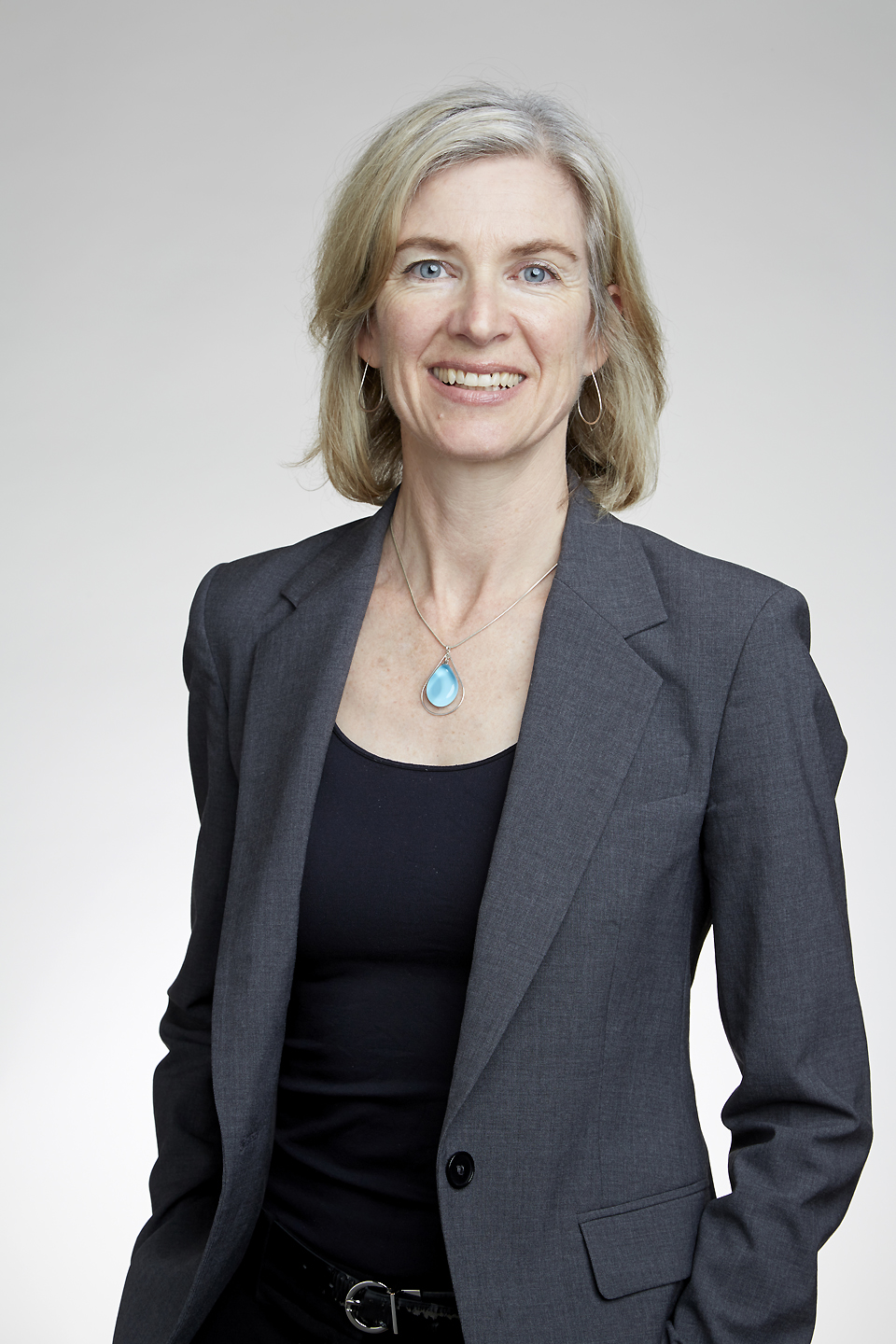
جنيفر داودنا، عالمة الكيمياء الحيوية والحائزة على جائزة نوبل في الكيمياء.
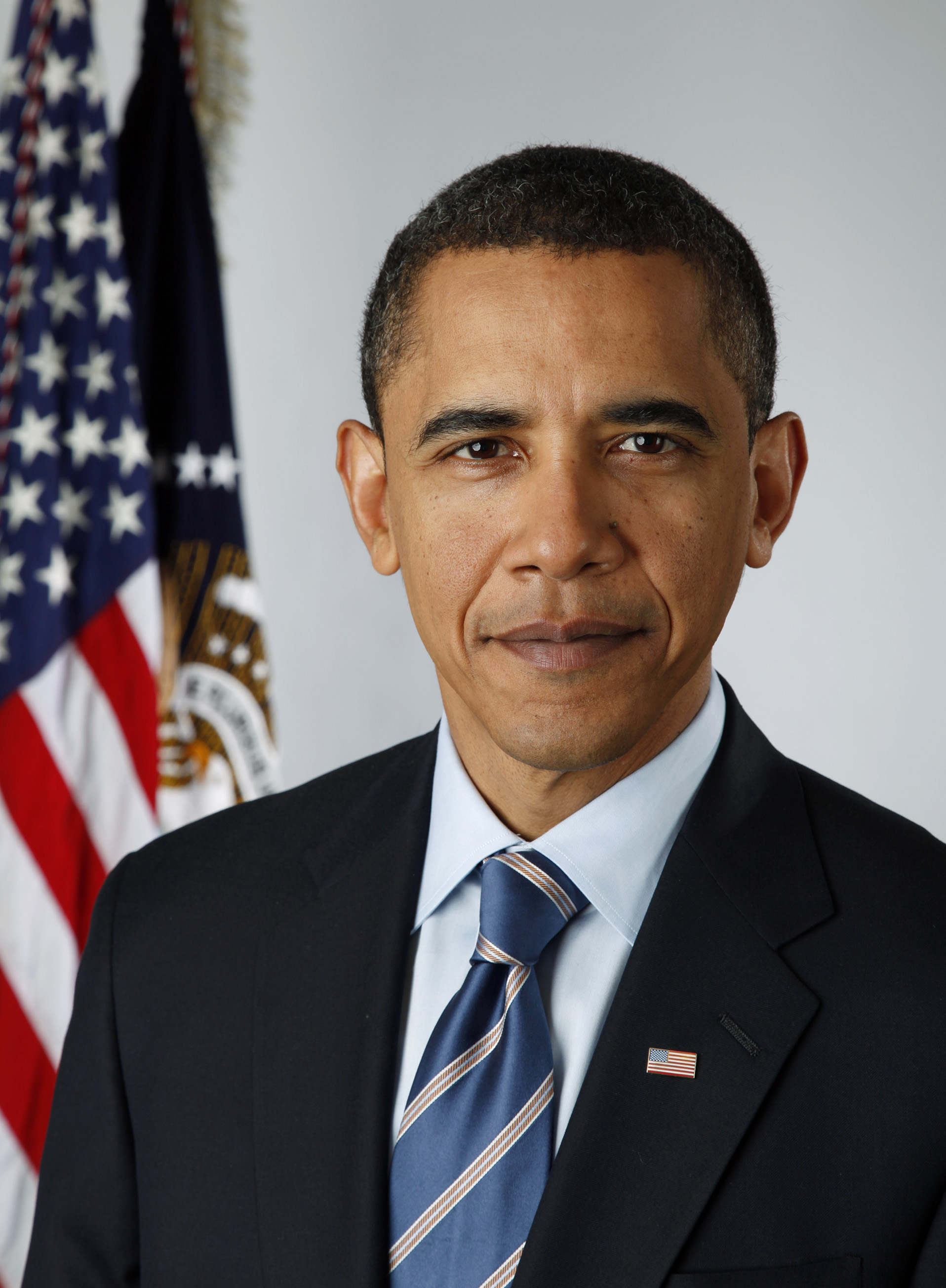
باراك أوباما، الرئيس الرابع والأربعون للولايات المتحدة والحاصل على جائزة نوبل للسلام.

### أعضاء هيئة التدريس

أعضاء هيئة التدريس البارزين في الحاضر والماضي في جامعة هارفارد ما يلي
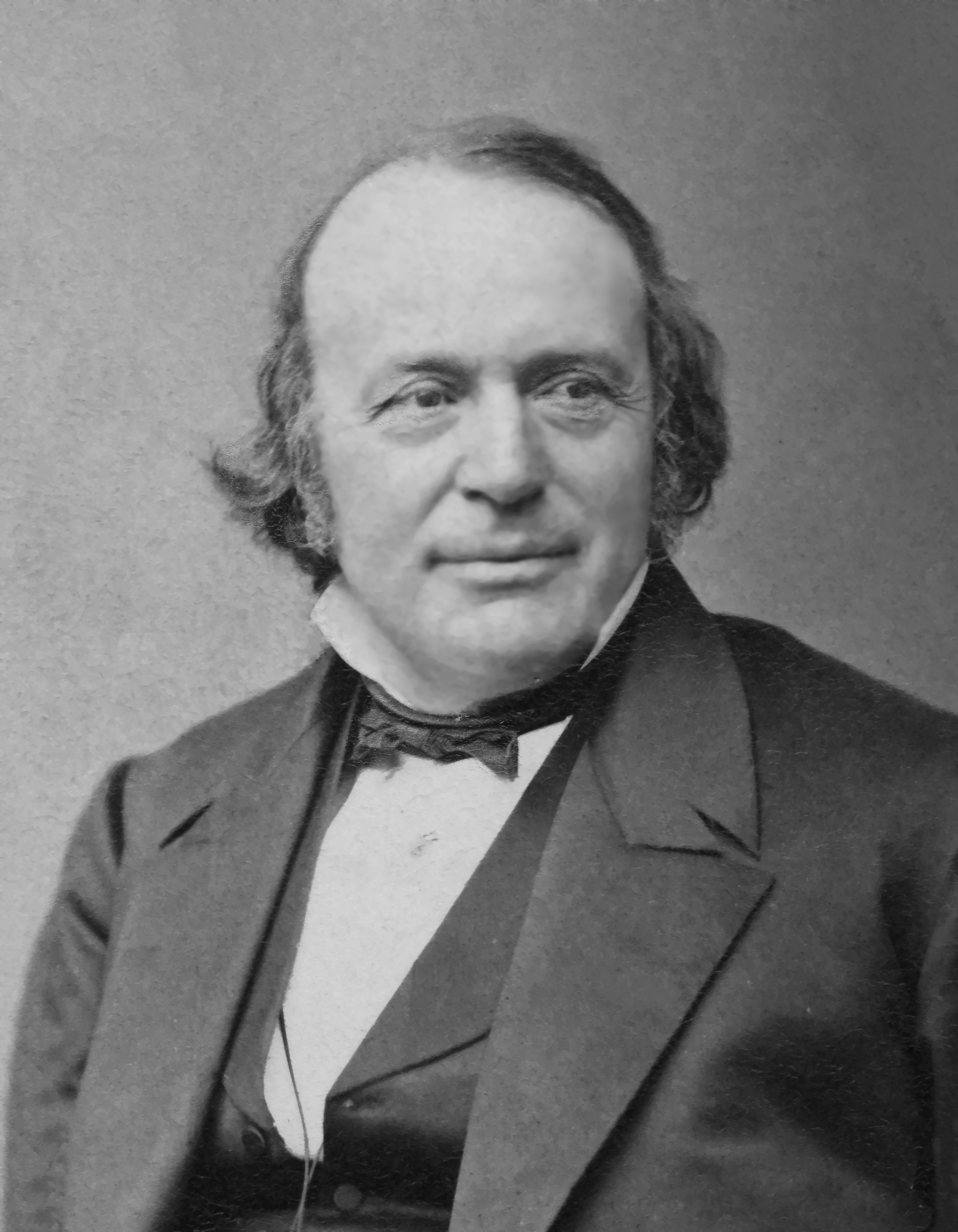
لويس أغاسيز
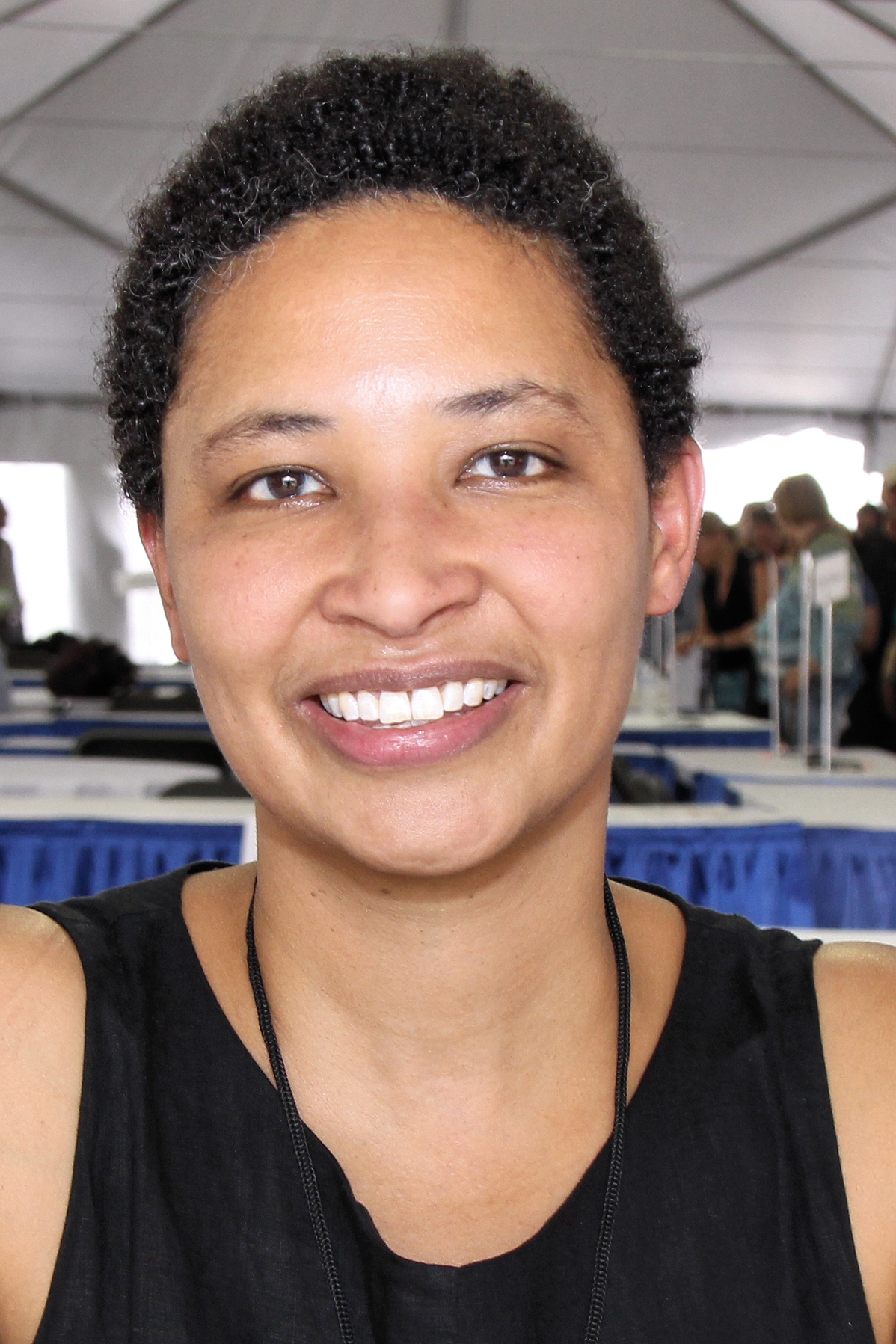
دانيلا ألين
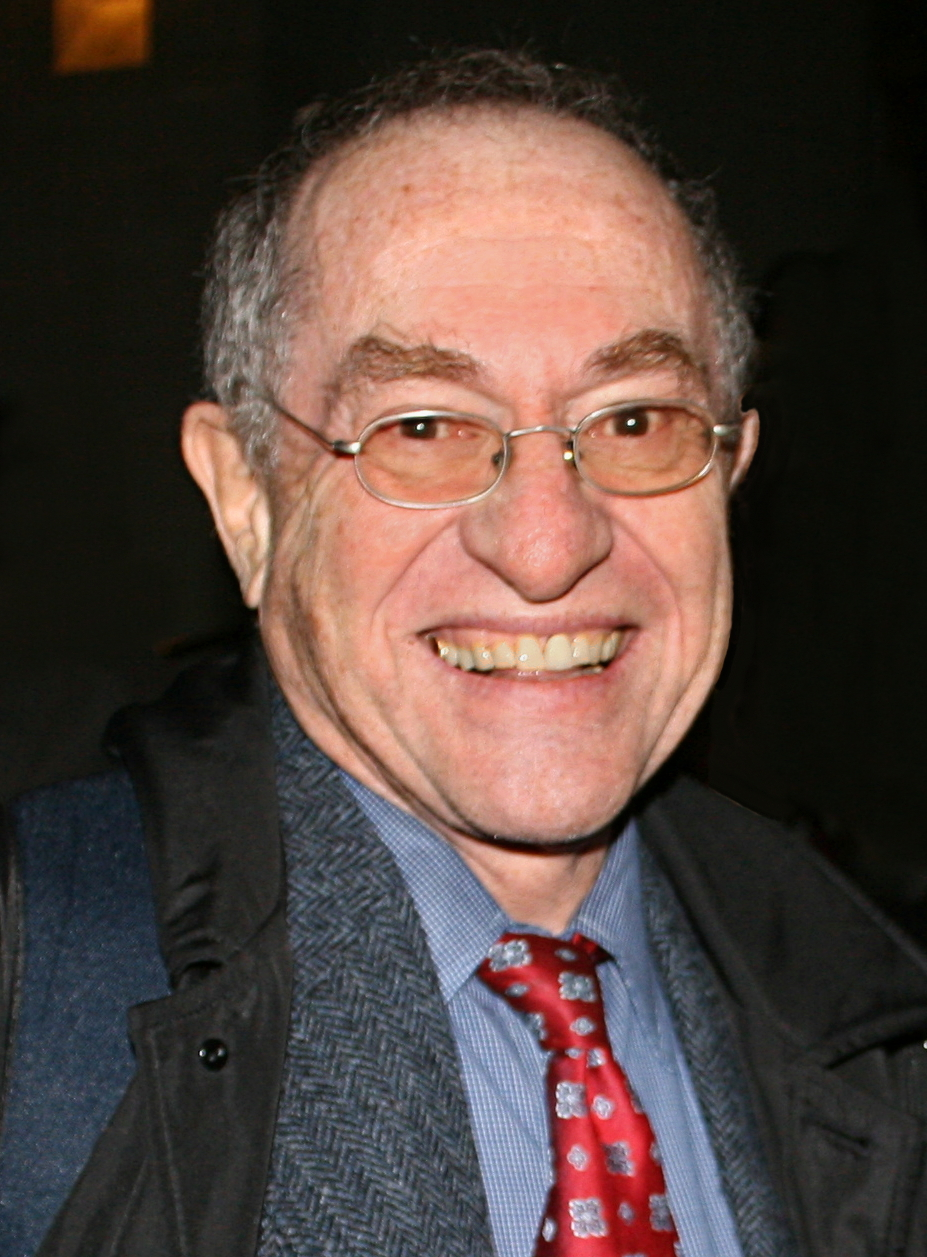
آلان ديرشويتز
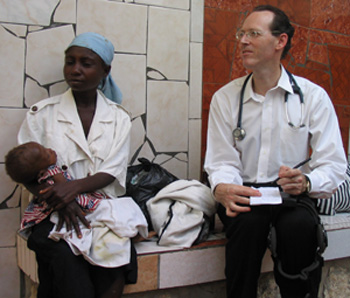
بول فارمر
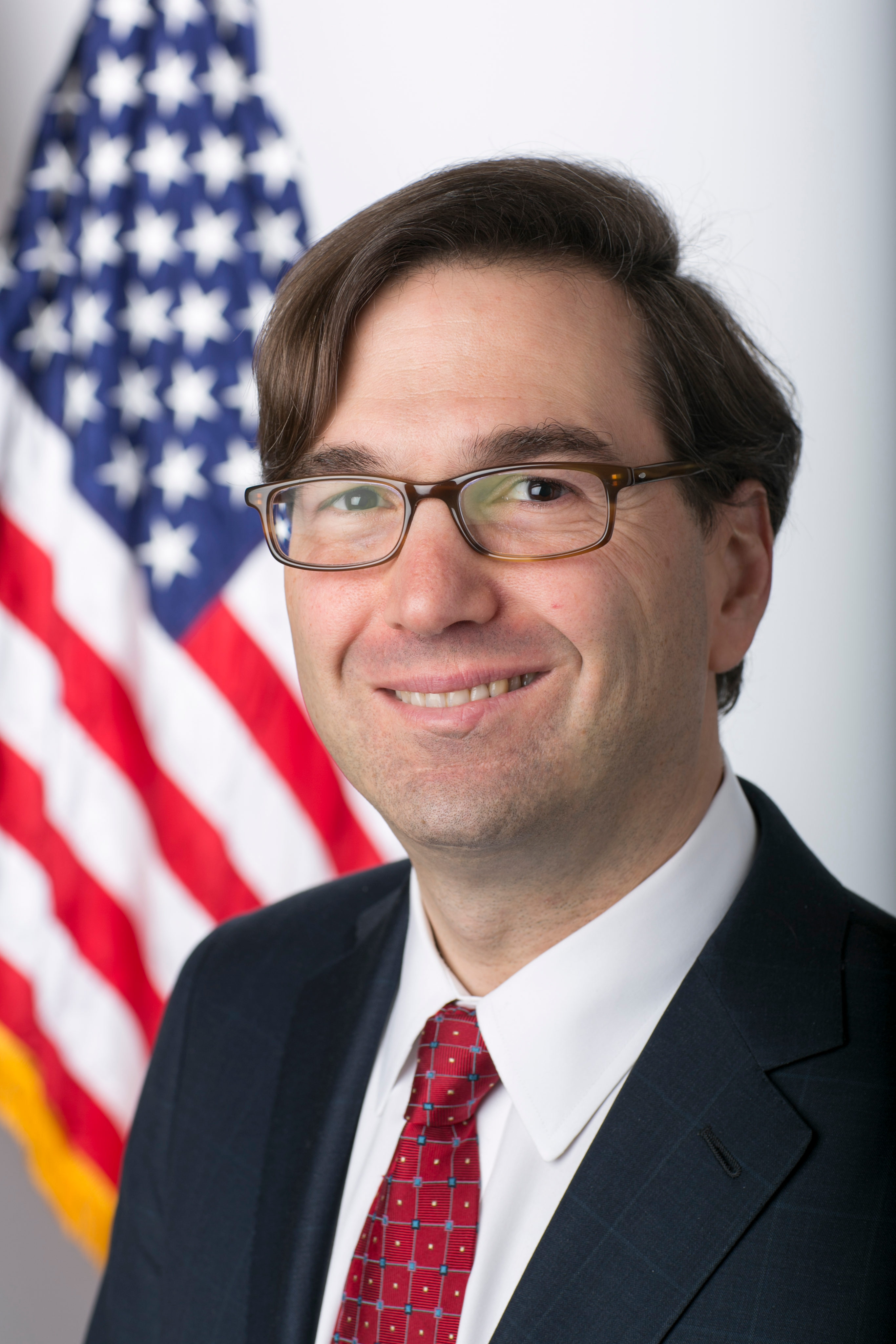
جيسون فورمان
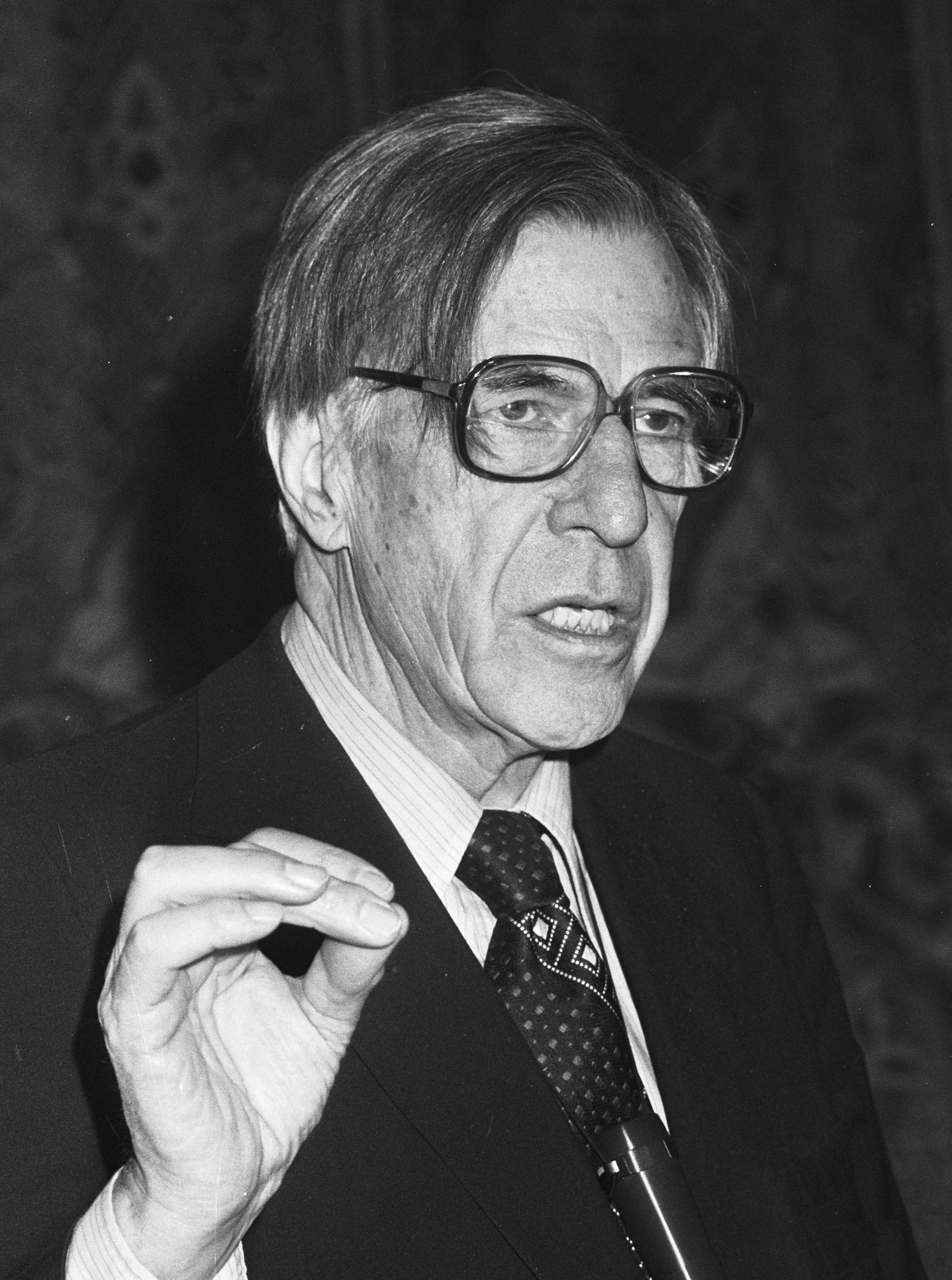
جون كينيث جالبرايث
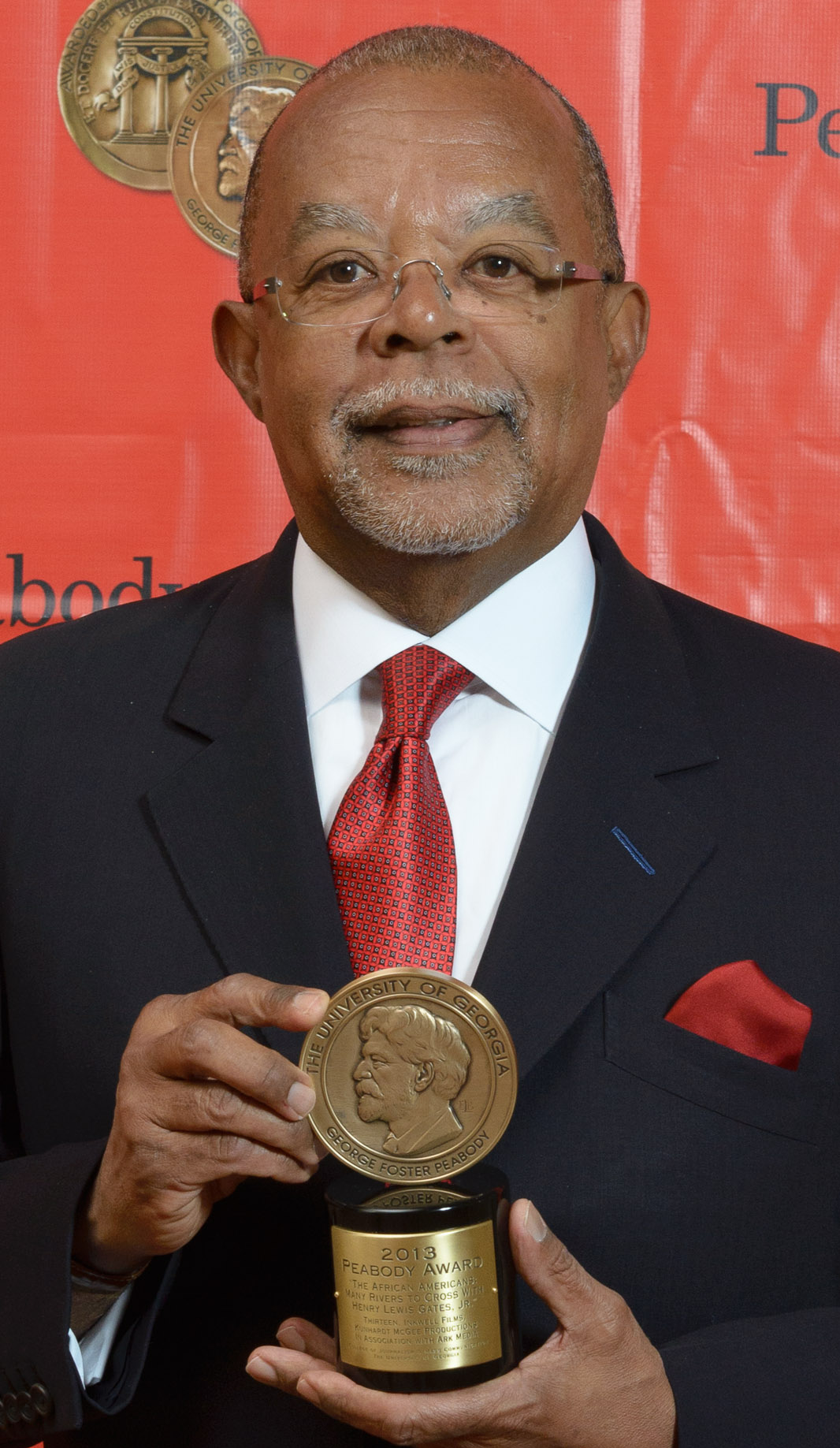
هنري لويس غيتس
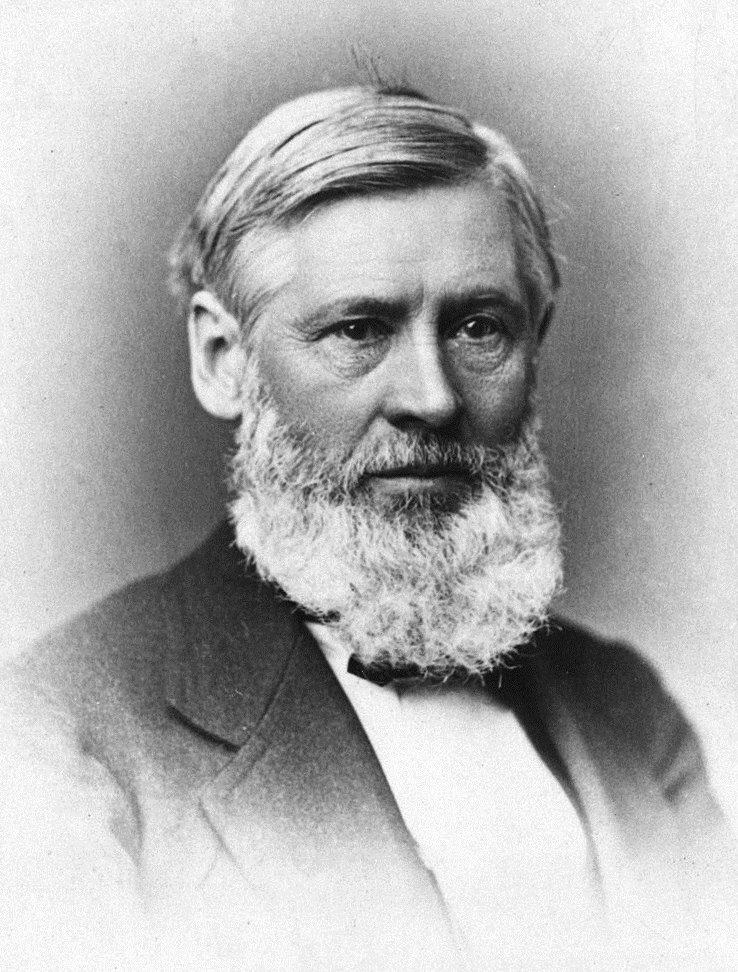
آزا غراي
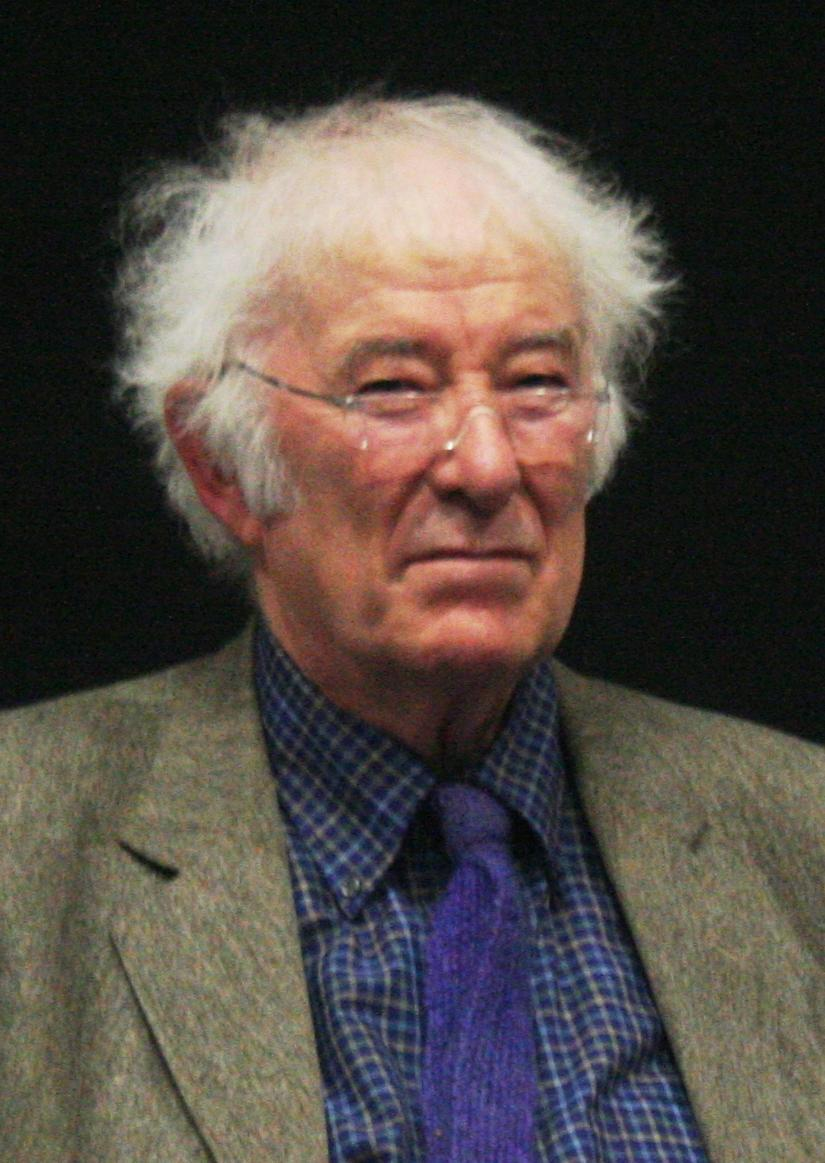
شيموس هيني
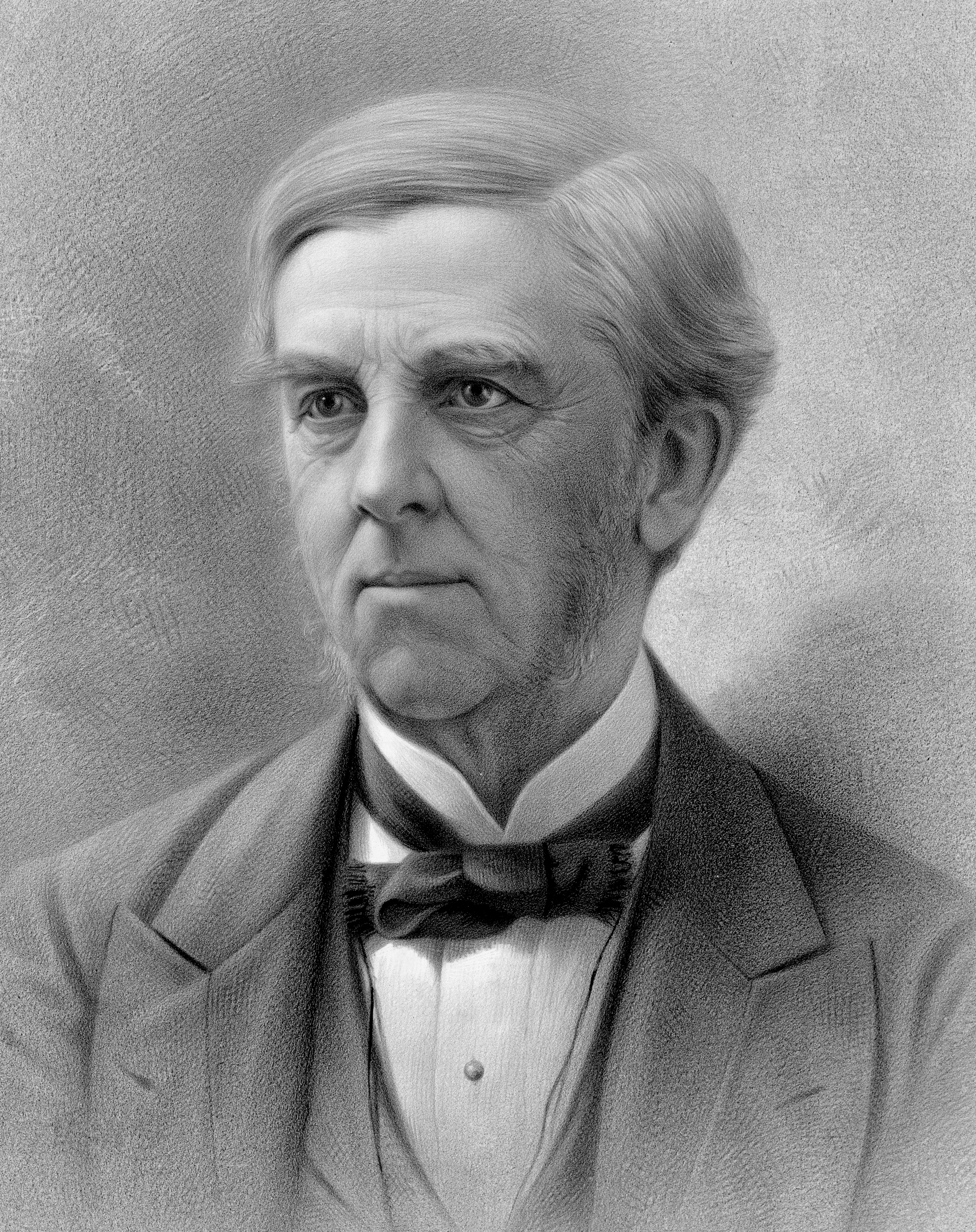
أوليفر وندل هولمز
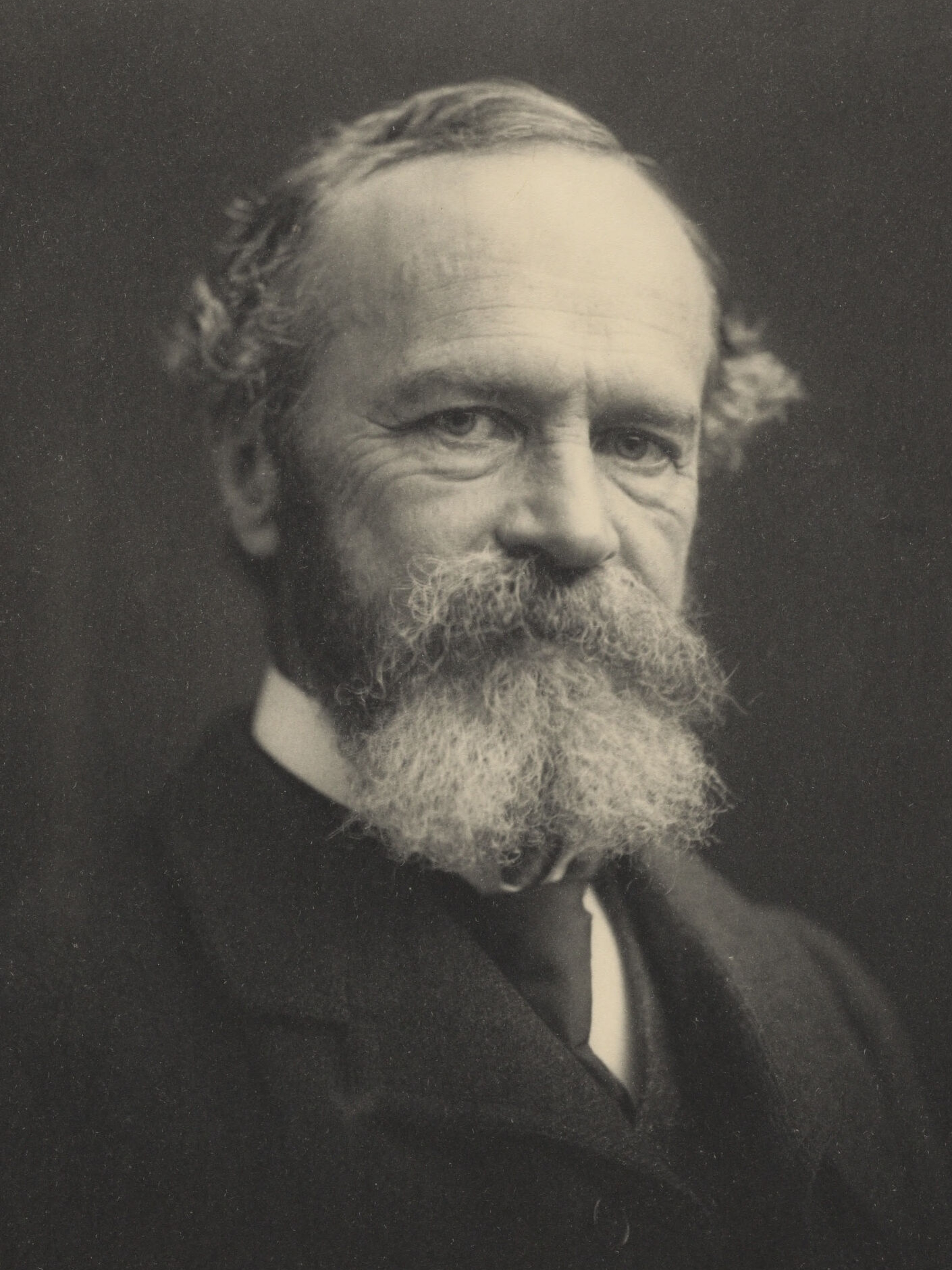
ويليام جيمس
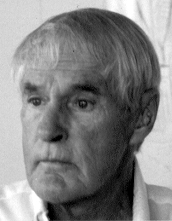
تيموثي ليري
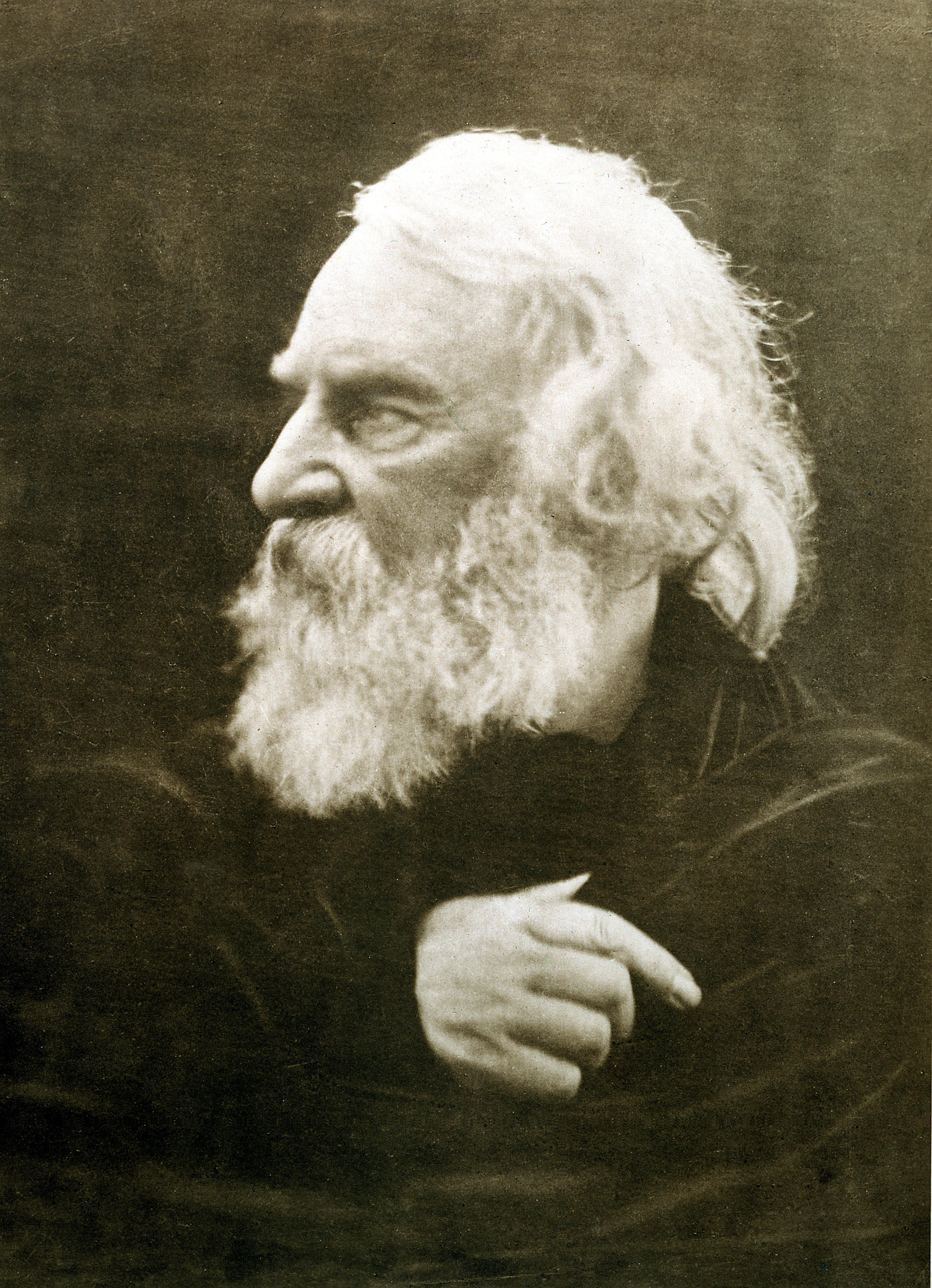
هنري وادزورث لونغفيلو
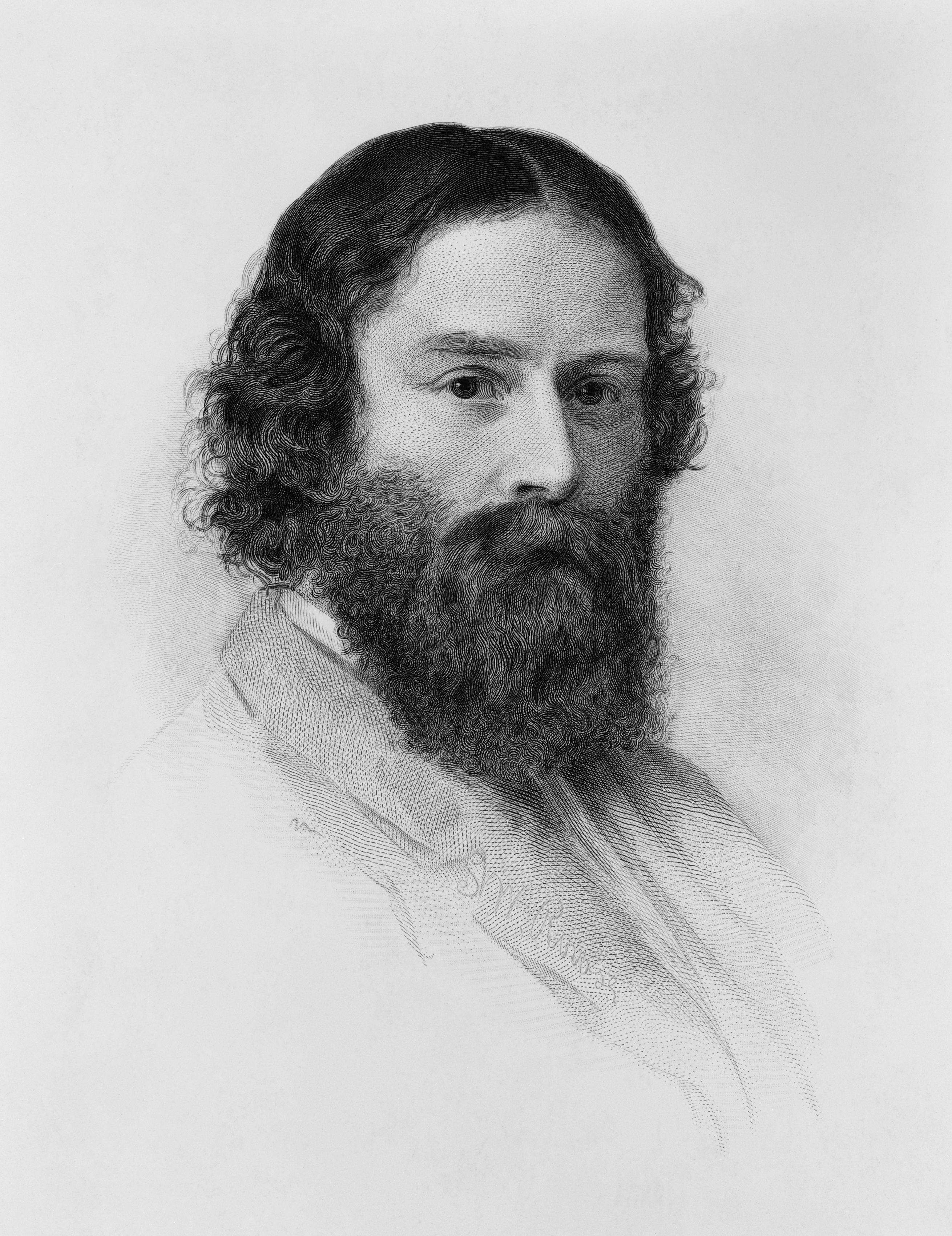
جيمس راسل لويل
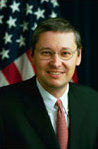
غريغ مانكيو
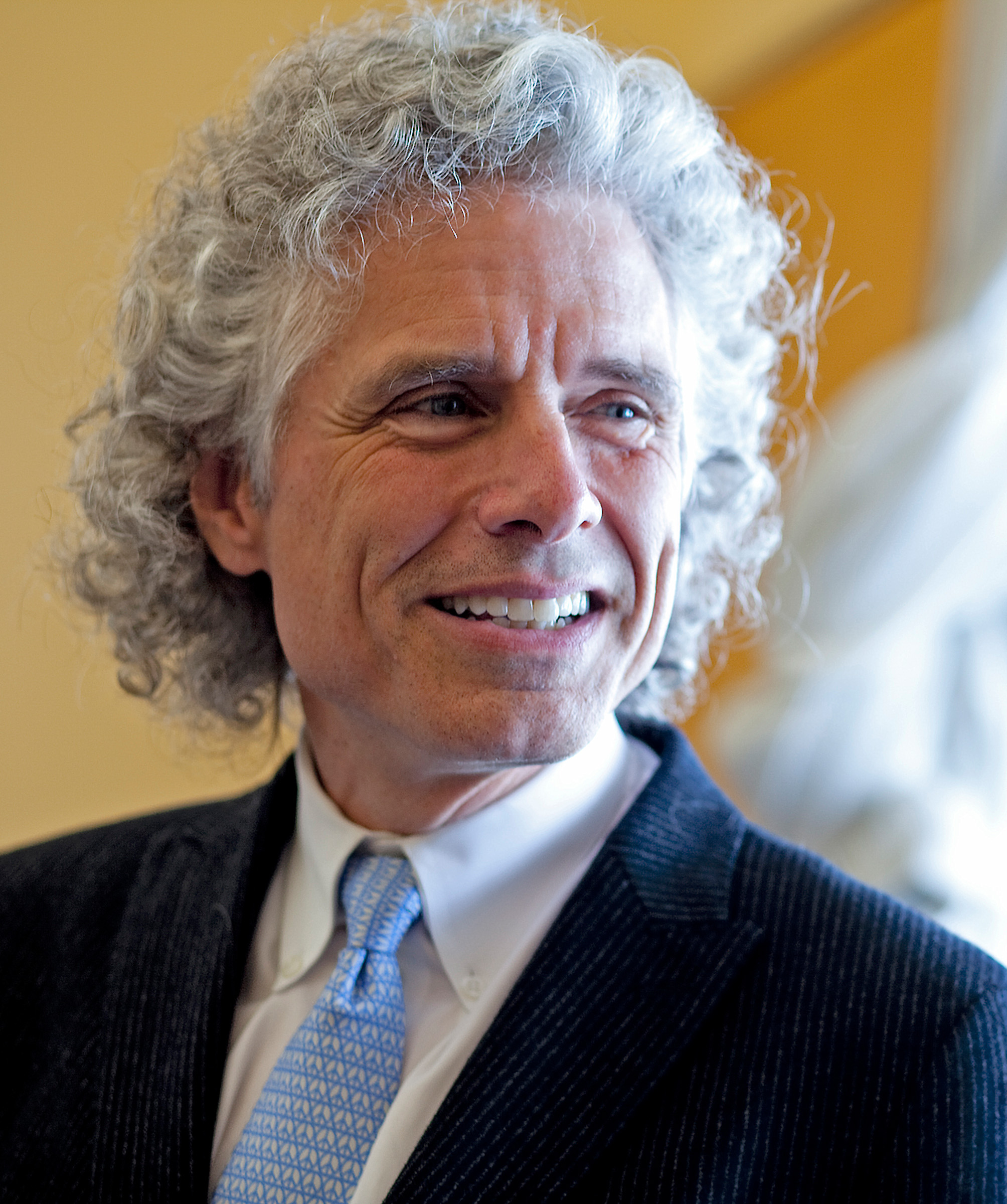
ستيفن بينكر
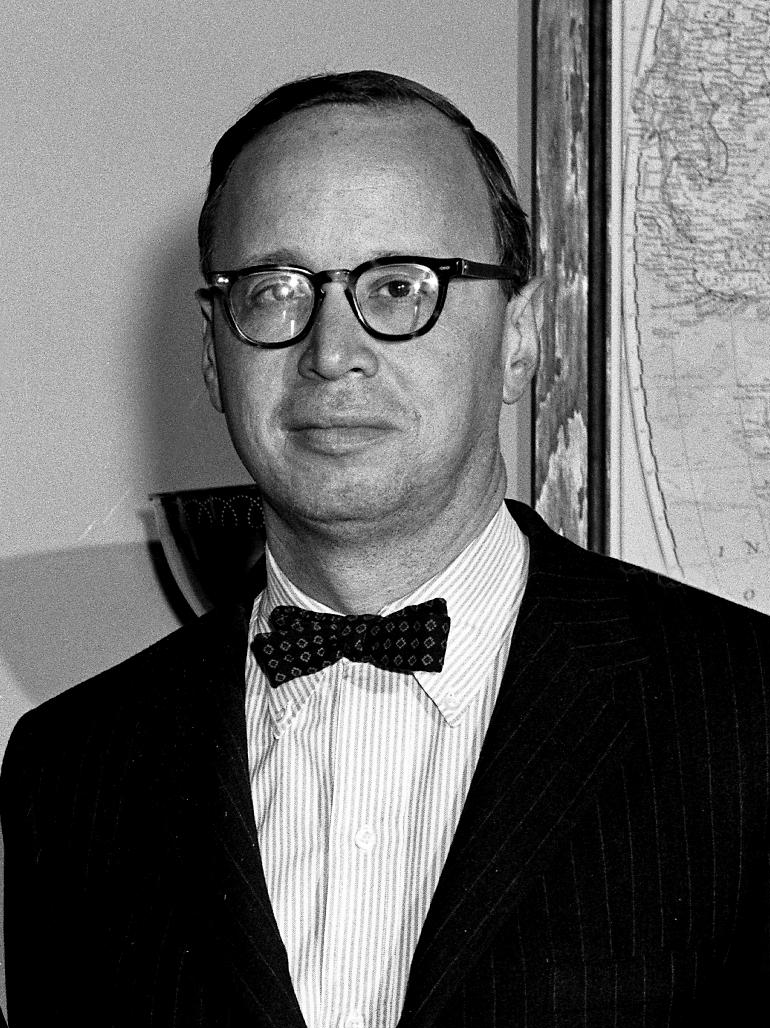
آرثر ماير شليزنجر
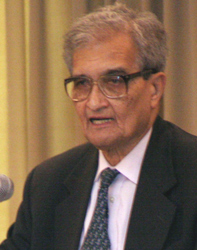
أمارتيا سن
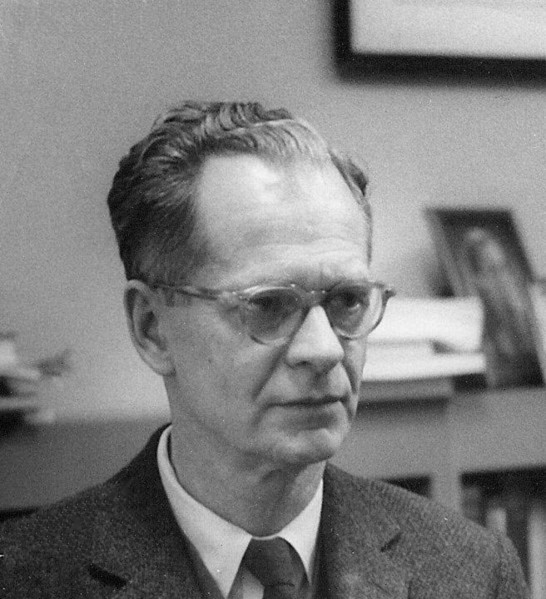
بورهوس فريدريك سكينر
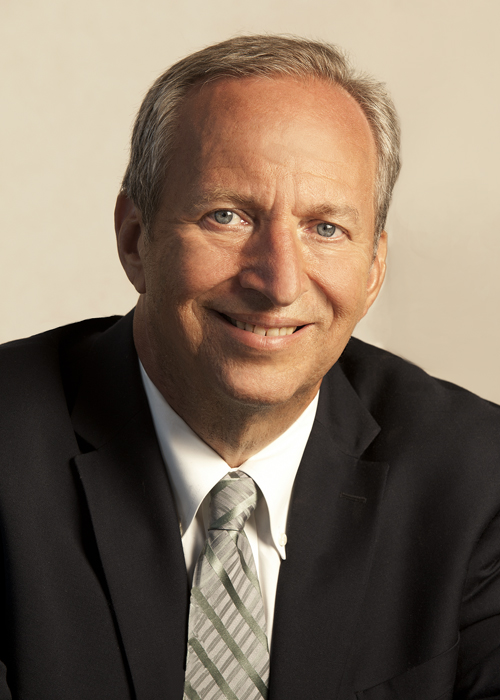
لورانس سامرز
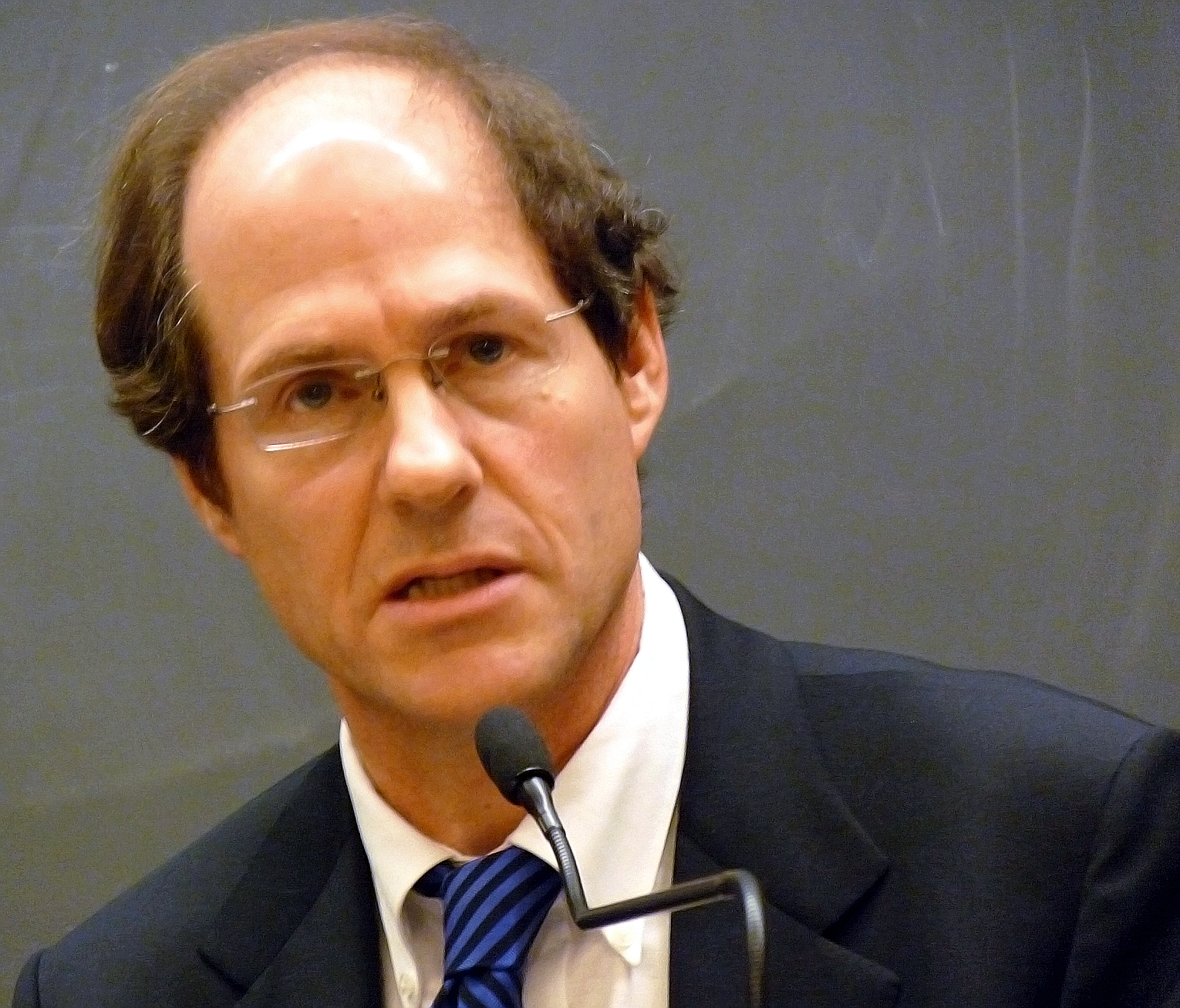
كاس سنستين[الإنجليزية]
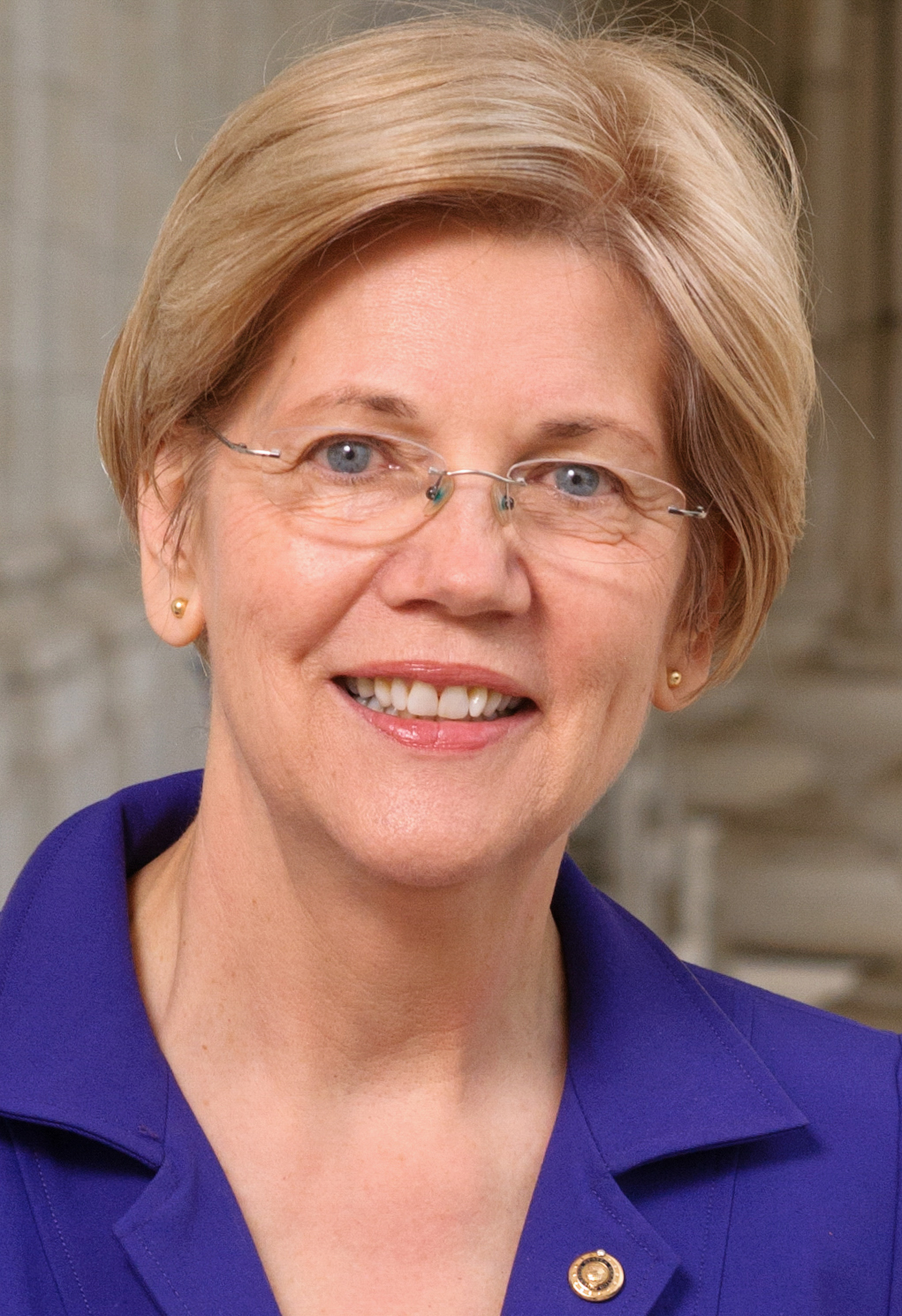
إليزابيث وارن
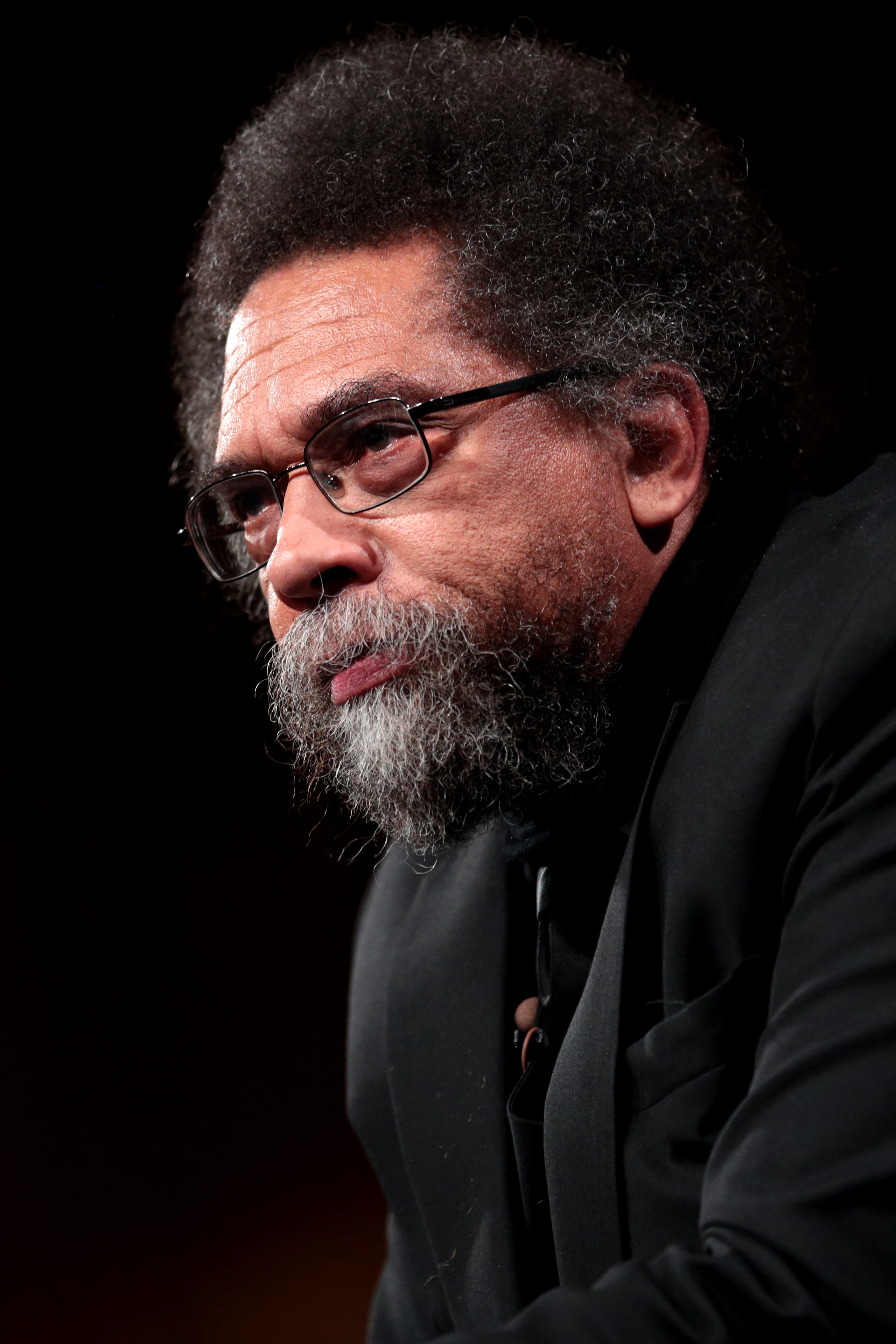
كورنيل ويست
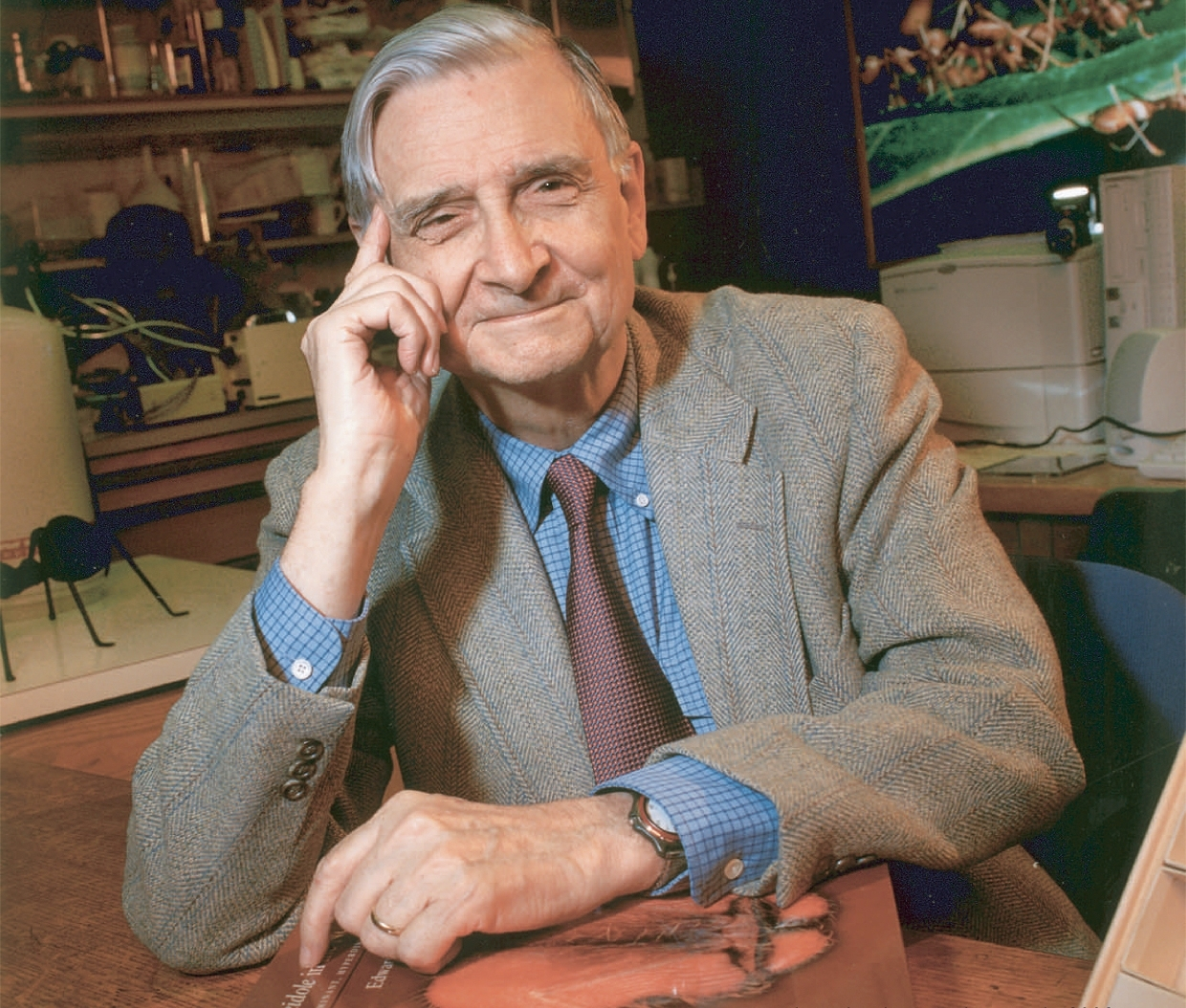
إدوارد أوسبورن ويلسون
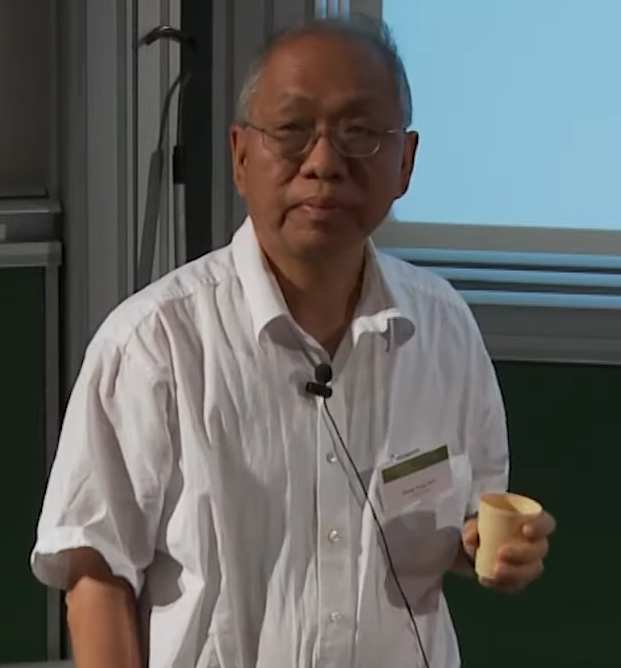
شينغ تونغ ياو
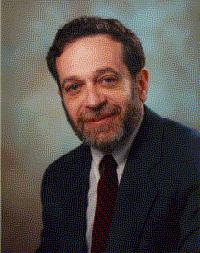
روبرت رايخ

## في الأدب والثقافة الشعبية

### أفلام
تسمح جامعة هارفارد باستخدام ممتلكاتها ومبانيها لتصوير الأفلام على نطاق ضيق وفي حالات نادرة فقط، وقد اتبعت هذه السياسة بعد الأضرار التي سببها فيلم (قصة الحب) لحرم الجامعة الذي أُنتج سنة 1970، هذا الحادث الذي تكرر مرة أخرى مع فيلم (دائرة مقربة من الأصدقاء) الذي أنتج عام 1980، تسبب في رفض إدارة الجامعة لمعظم الطلبات اللاحقة لتصوير الأفلام في حرم الجامعة ومبانيها.

## وصلات خارجية
- جامعة هارفارد على موقع IMDb (الإنجليزية)
- جامعة هارفارد على موقع الموسوعة البريطانية (الإنجليزية)
- موقع جامعة هارفارد الرسمي
- دليل جامعة هاردافارد